# Herz-Jesu-Kirche (Augsburg)

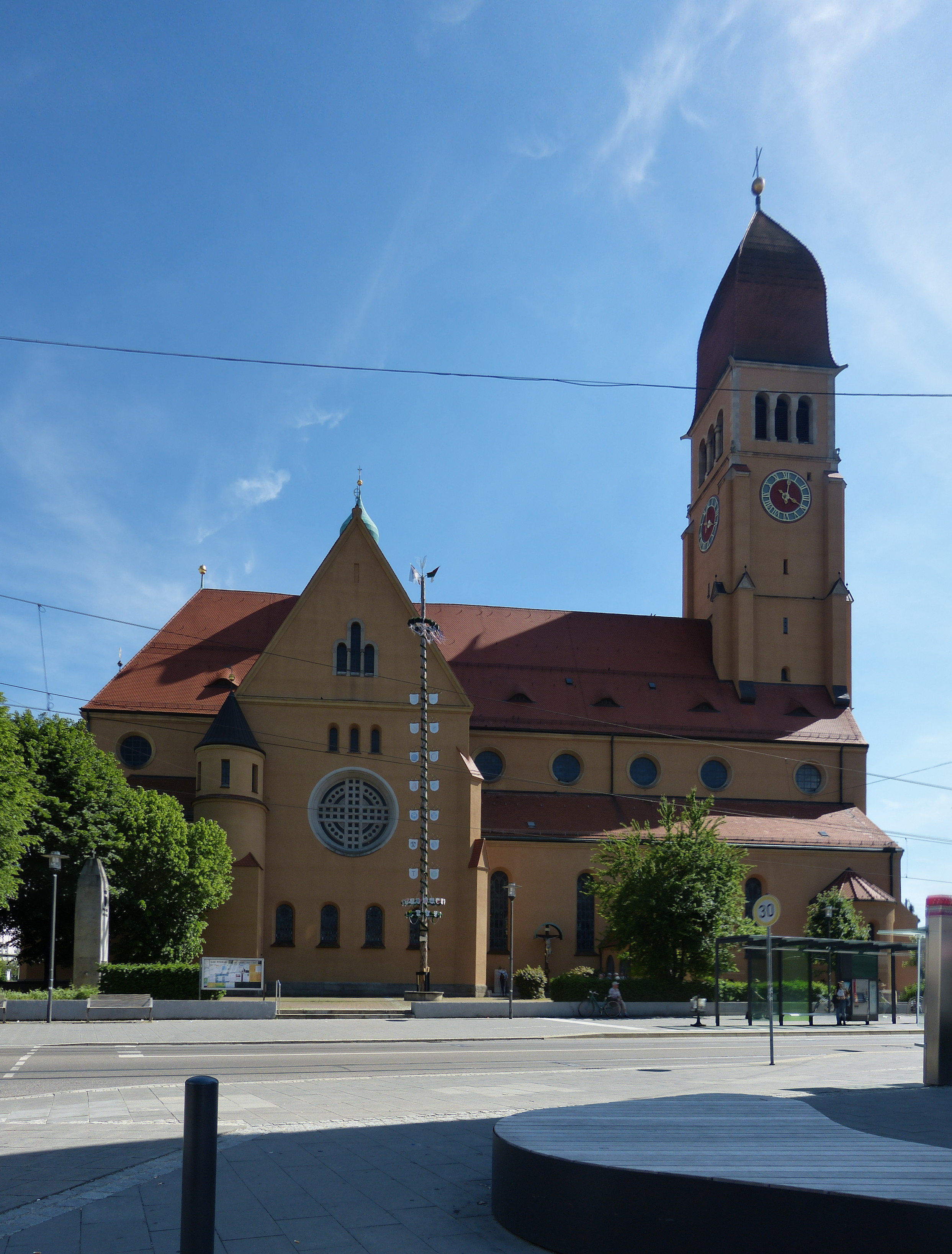
Seitenansicht

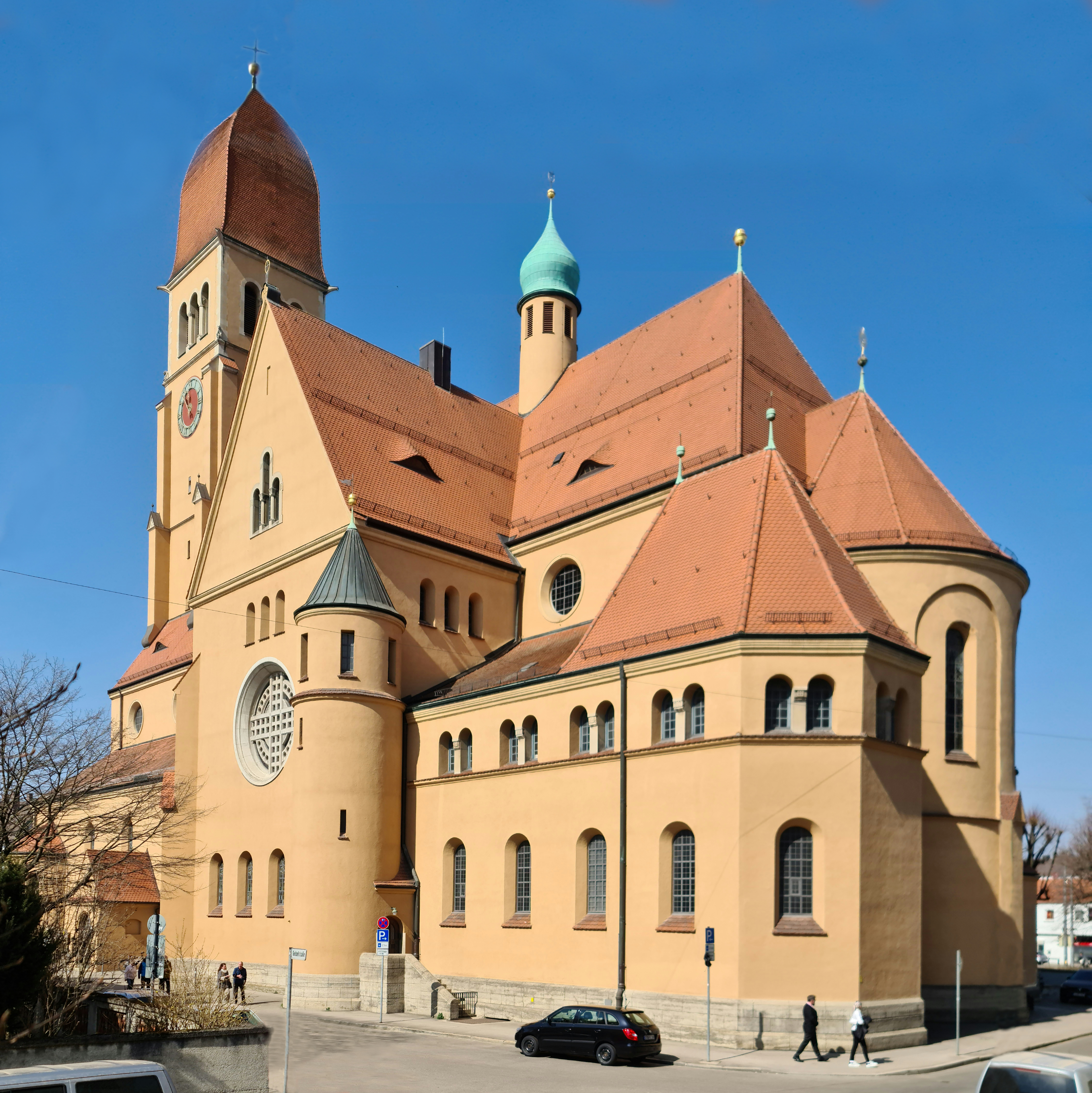
Südostansicht

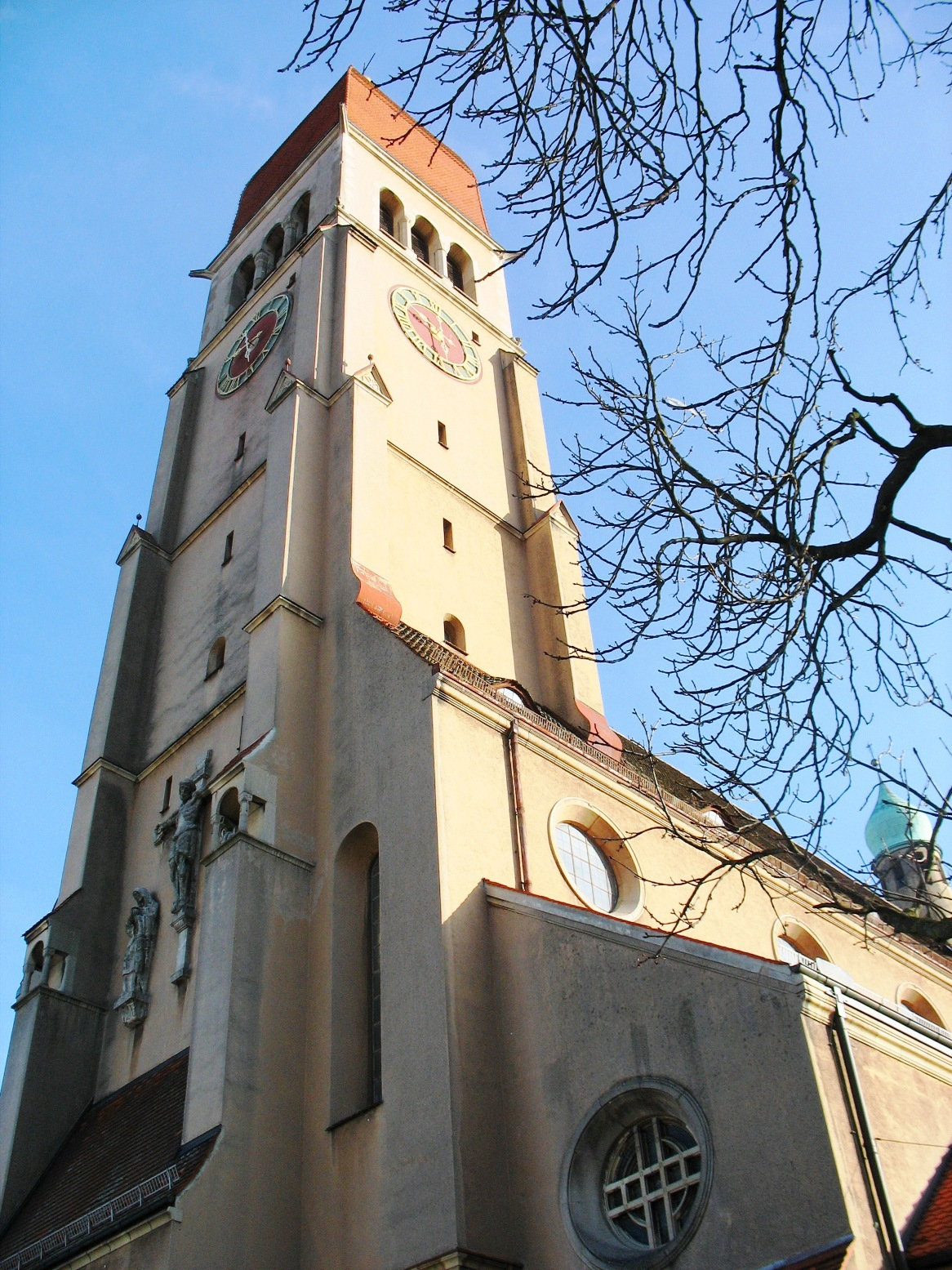
Kirchturm mit charakteristischen Glockendach auf der Westseite

Die römisch-katholische Stadtpfarrkirche Heiligstes Herz Jesu im Augsburger Stadtteil Pfersee-Süd ist die größte Jugendstilkirche Süddeutschlands. 1892 wurde der Kirchbauverein gegründet, 1907 erfolgte die Grundsteinlegung. Die Kirchweihe fand am 29. Mai 1910 durch Bischof Maximilian von Lingg statt.
Herz-Jesu besitzt eine neuromanische Fassade und ist im inneren Kirchenschiff im Jugendstil errichtet. Der Kirchturm ist 72 Meter hoch, darauf steht ein 6,50 Meter hohes Kreuz. In der Länge misst die dreischiffige Basilika 72 Meter. Der Innenraum findet wegen seiner herausragenden Jugendstil-Gestaltung bundesweit Beachtung. So früh, so modern und so konsequent wurde kein anderer Sakralbau in Deutschland im Jugendstil ausgestattet.

## Baugeschichte
Im Zuge der Industrialisierung in der zweiten Hälfte des 19. Jahrhunderts vervielfachte sich die Bevölkerung des um die Pfarrkirche St. Michael gruppierten Handwerker- und Bauerndorfs Pfersee innerhalb kürzester Zeit (1850 ca. 900 Einwohner, 1870 ca. 1850, 1880 ca. 3400, 1890 ca. 5300, 1900 ca. 7000, 1910 ca. 11000). Verschiedene Faktoren hatten die schnelle Ansiedlung von Fabriken gefördert: die Nähe zur Stadt Augsburg bei gleichzeitiger Unabhängigkeit von den dortigen Industriellenkreisen, billige Arbeitskräfte mit Handwerkserfahrung, die Wasserkraft des Mühlbachs und die Anbindung an den Augsburger Hauptbahnhof durch die Lokalbahn. Vertreten waren Unternehmen der Textilindustrie (Spinnerei Weberei Pfersee, J. P. Bemberg, Dierig), der Metallindustrie (Eberle) und der chemischen Industrie. Da das immens angewachsene Dorf die aus dem sprunghaften Bevölkerungsanstieg resultierenden Probleme nicht alleine bewältigen konnte, wurde Pfersee 1911 nach Augsburg eingemeindet. Nur so konnten die Maßnahmen zum Hochwasserschutz, die Verlegung von Trinkwasserleitungen und Kanalisation sowie der Neubau eines Schulhauses sichergestellt werden.
Da auch die seelsorgerischen Bedürfnisse angewachsen waren, wurden zusätzlich zwei Kaplanstellen eingerichtet (1890, 1904). Um die räumliche Enge in der Pfarrkirche zu überwinden (bei 4700 Gläubigen, davon etwa 2740 Kirchenbesuchern, fasste die Kirche nur etwa 700 Personen), planten die Verantwortlichen zunächst, die bestehende Kirche St. Michael zu erweitern. Stadtpfarrer Josef Dirr (1870–1893) gründete einen Kirchbauverein, der die Finanzierung sicherstellen sollte. Nachdem er schon im Jahr darauf verstorben war, entschloss man sich 1894 unter dem tatkräftigen Stadtpfarrer Anton Schwab (Amtszeit 1893–1912, verstorben 1927) zu einem Neubau. Bereits im Jahr darauf fand sich an der Augsburger Straße ein passender Bauplatz, der vom Kirchbauverein angekauft wurde. Unter großer Anstrengung wurde von diesem eine immense Summe gesammelt.
Erste Entwürfe des Münchner Architekten Johann Marggraff (1830–1917) von 1894 zeigten eine neuromanische dreischiffige Basilika. Den Zuschlag erhielt auf Empfehlung des Benediktinerpaters Paulus Sauter (1862–1944) aus St. Ottilien 1905 der im Bayerischen Wald geborene, an der Technischen Hochschule München ausgebildete Gögginger Architekt Michael Kurz (1876–1957) für seine ebenfalls neuromanischen Entwürfe. Diese entwickelte der noch nicht einmal Dreißigjährige jedoch im Zuge des Baues im Sinne der beginnenden Moderne weiter. Damit konnte er sein Erstlingswerk eines modernen Kirchenbaus in Schwaben verwirklichen und wurde so zum Bahnbrecher fortschrittlicher Kirchenarchitektur. Auch für Details der Ausstattung (z. B. Beichtstühle und Opferstöcke) legte er im Laufe der Zeit Entwürfe vor und schuf so ein Gesamtkunstwerk. In seinem Programm über die künstlerische Ausstattung der neuen kath. Kirche in Pfersee vom 26. Januar 1909 legte er das Konzept dar: „Der Stil des Baues lehnt sich an das Romanische an, doch ist die Raumwirkung und das Detail modern. Die Einrichtung und Ausmalung sollen, soweit Zweck u. Stimmung uns es erlauben, modern werden.“
Weitere Werke dieses Architekten in Augsburg sind St. Anton (1924–1927), St. Joseph in Oberhausen (1927–1930), St. Konrad im Bärenkeller (1937–1938), der Wiederaufbau der Heilig-Kreuz-Kirche (1948–1954), der Wiederaufbau der Dreifaltigkeitskirche in Kriegshaber (1950) und als Neubau St. Elisabeth in Lechhausen (1951–1952). Schon nach kurzer Bauzeit (Grundsteinlegung am 7. Juli 1907) waren am 18. Januar 1908 der Rohbau (Baumeister Hans Pauler, Augsburg) und Dachstuhl fertig gestellt, 1909 der Kirchturm und die Fenster, Anfang 1910 auch der Tabernakelaltar. Am 29. Mai 1910 konnte Bischof Maximilian von Lingg (1902–1930) die Kirchweihe vornehmen.
Die Ausmalung des Chores begann der Kunstmaler Christoph Böhner (1881–1914), Sieger eines entsprechenden Wettbewerbes, im Sommer 1912 in Kasein-Technik und schloss sie im folgenden Jahr ab. Inzwischen war Stadtpfarrer Schwab aus gesundheitlichen Gründen als Schwesternseelsorger nach Augsburg gewechselt und so leitete Stadtpfarrer Georg Wagner (1912–1933) den weiteren Innenausbau. Der Münchner Kunstmaler Theodor Baierl (1881–1932) malte ab Juni 1912 den Kreuzweg.
Diese Arbeit konnte er erst Ende 1918 abschließen, da die Ausführung der einzelnen Stationen erst nach gesicherter Finanzierung möglich war. Seine Fresken über den Seitenaltären entstanden 1914, die Wand- und Deckengemälde in der Marienkapelle folgten erst 1930/1931.
Der linke Seitenaltar von Bildhauer Hans Miller wurde als Exponat der Münchner Gewerbeausstellung 1912 erworben. Von ihm stammen auch die Bronzereliefs des rechten Seitenaltars (1908) und die Plastiken am Turm. Der Kuppelbau über dem Hochaltar wurde 1914 erstellt. Die Kanzel, erst nach dem Ersten Weltkrieg errichtet, schmückte Karl Baur mit dem großen Hochrelief. Der Schalldeckel wurde erst 1927/1928 von Jakob Rehle (1881–1968) gefertigt. Von ihm stammt auch der Entwurf für die von Karl Baur ausgeführte Kreuzigungsgruppe an der Westseite des Turms (1937).
Georg Lill wies als Direktor des Bayerischen Landesamtes für Denkmalpflege (1929–1950) nachdrücklich darauf hin, dass die eigentümlich neue Stilgestaltung bei den Regierungsstellen nur wenig Anklang gefunden habe, so dass man sich schon bald weigerte, weitere Bauten in dieser Richtung zu genehmigen.
Dies ist umso erstaunlicher, da das Kultusministerium wiederholt für die Innenbemalung Mittel aus dem Fonds „zur Förderung und Pflege der Kunst durch den Staat“ bewilligt hatte. Die Regierung von Schwaben und Neuburg hatte in einem Schreiben vom 22. Dezember 1912 festgestellt: „Die Kirche ist in ihrer neuen Formensprache nach allgemeinem Urteil wohlgelungen.“ Und Stadtpfarrer Wagners Meinung in einem Schreiben an das Kultusministerium vom 2. November 1912 blieb unwidersprochen: „Die Gemeinde Pfersee […] hat wie einem hohen K[öni]gl[ichen]. Ministerium bekannt, ein herrliches modernes Gotteshaus gebaut, das trotz seiner Eigenart auch denjenigen imponiert, die von der Beeinflussung der alten kirchlichen Stile durch moderne Ideen sonst nichts wissen wollen. Dem Bau entspricht die Bemalung und die unnere Einrichtung.“
Die 1944 im Zweiten Weltkrieg zerstörten Kunstverglasungen konnten 1947 von Wilhelm Pütz wiederhergestellt werden. Eine Außenrestaurierung wurde 1955 vorgenommen. Die moderne vierstufige Altarinsel mit Zelebrationsaltar und Ambo von Bildhauer Blasius Gerg (Glonn) wurde 1970/1971 nach Entwürfen von Theo Wieland (Weilheim) und Diözesanbaurat Valentin Müller (Augsburg) gefertigt.
Da der gleiche Kalkstein wie schon 1914 verwendet wurde, und sich auch die Formen dem Bau anpassen, ohne ornamentale Einzelheiten aufzunehmen, gilt diese Lösung als gelungen, zumal die Gläubigen dem Altar von drei Seiten näher gekommen sind. Die Innenrestaurierung von 1970/1971 fand 1975 ihren Abschluss in der Renovierung der Marienkapelle. Nach Reparaturen am Turm (1983), an den Seitenschiffen (1986) und am Fundament (2000) konnte 2008/2009 der Dachstuhl saniert, der Dachreiter gesichert und das Dach neu eingedeckt werden. Die Fenster wurden überarbeitet und die Fassade erhielt einen freundlich hellen Anstrich in einem Ockerton.

### Architekt, Künstler und Handwerker
Im Jahr 1910 wurde von Jakob Rehle aus Augsburg der Tabernakel geschaffen. Im gleichen Jahr formte der Goldschmied Friedrich Pöhlmann aus München die Kreuzigungsgruppe. Ein Jahr später übernahm Hans Miller die Bildhauerarbeiten am Hochaltar, der Münchner Georg Vogt trug zwei Gemälde am Tabernakel bei und in der Marienkapelle schuf Christian Winkler aus München die Kreuzigungsgruppe. 1914 überwölbte Hans Rehle den Hochaltar mit einem Baldachin. Den Chor gestaltete Christoph Böhner, den Kreuzweg und andere Bildwerke Theodor Baierl. Die Kanzel wurde 1919 errichtet, 1930 und 1931 malte Karl Baur aus München die Marienkapelle aus und die Gebrüdern Baur aus Pfersee führten die Stuckateurarbeiten aus. Im Jahr 1937 stellte Karl Stengele seine Steinfiguren des hl. Antonius von Padua und des hl. Josephs sowie eine Kreuzigungsgruppe im Westen des Turms auf.

## Außenbeschreibung

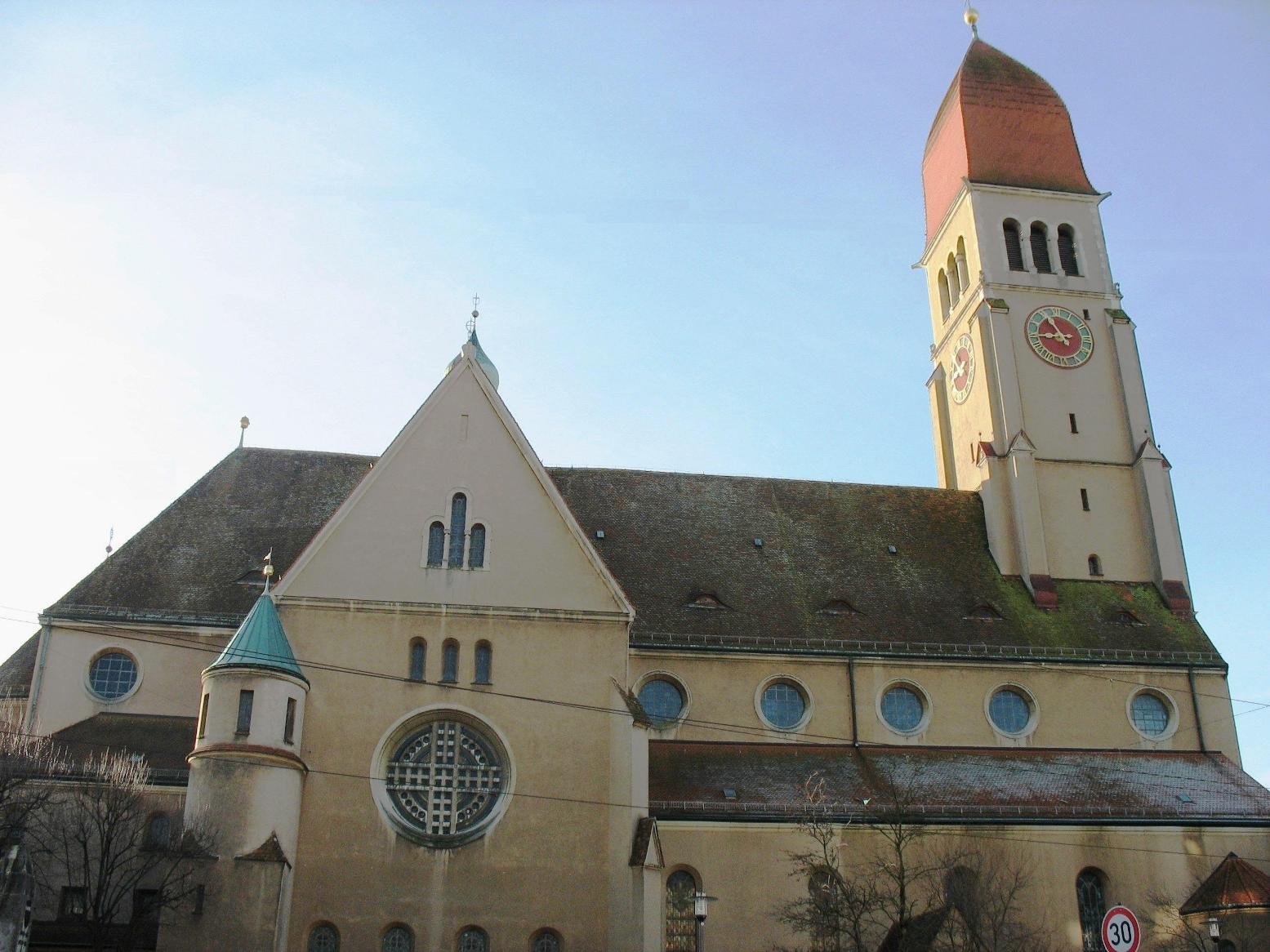
Dreischiffige Basilika mit Querhaus und westlichem Turm mit Glockendach

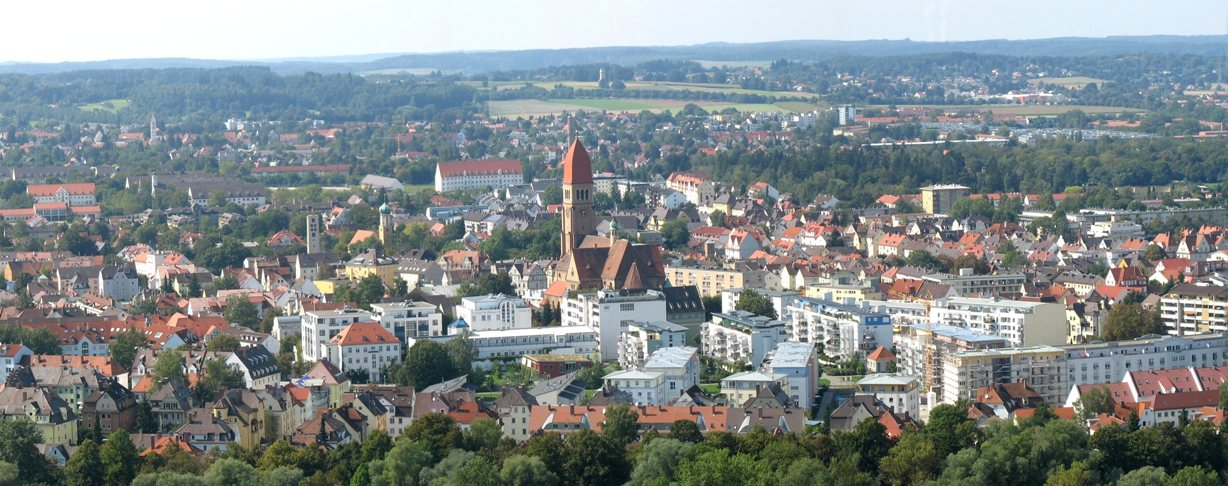
Die Kirche bildet einen zentralen Punkt im Stadtteil und überragt gleichzeitig die umgebende Bebauung

Der reich gegliederte, hell verputzte Kirchenbau erhebt sich im Zentrum von Pfersee beherrschend über den gesamten Stadtteil. Der viereckige Westturm mit seiner hoch geschwungenen Haube in Form eines Helms ist mit seinen 72 Metern Höhe (zuzüglich dem 6,50 Meter hohen Kreuz) weithin sichtbar. Er überragte einst alle Fabrikkamine und dominiert noch heute den gesamten Ausburger Westen – durchaus in harmonischem Zusammenklang mit dem das Stadtbild ebenfalls nachhaltig prägenden Turm der Basilika St.Ulrich und Afra. In äußerst geschickter Weise steigert sich die Baugruppe der dreischiffigen Basilika auf einer Länge von 72 Metern von Ost nach West: die halbkreisförmige Apsis im Osten liegt am mächtigen Langhaus (36 Meter hoch) an, das von den beiden Anbauten der Marienkapelle und der Sakristei samt kleineren Apsiden frankiert wird.
Über die ausladende Querschiffanlage (36 Meter breit) mit den anliegenden Treppentürmchen, die von einem Dachreiter mit Zwiebelturm betont wird, führt die Anlage zum steil aufstrebenden Westturm mit Helm, der in das Langhaus einbezogen ist. Die Seitenschiffe sind hier seitlich von kleinen Apsiden begrenzt.
Die fünfgeschossige Turmanlage mit den gestuften Strebepfeilern an den Ecken steigert die Höhenentwicklung. Durch diese Strebepfeiler ergibt sich auch die Dreiteilung der Westfront mit dem Hauptportal und den beiden Nebenportalen. Die erst 1937 angebrachte, aber von Anfang an geplante Kreuzigungsgruppe steigert den monumentalen Charakter. Im obersten Geschoss befinden sich die Schalllöcher in Arkadenform, im Geschoss darunter die Zifferblätter der Turmuhr. Bemerkenswerte Details sind auch die beiden kleinen Bauplastiken aus Muschelkalkstein: ein Engel mit Fackel und eine Taube im Nest.
Im Turm hängt ein sechsstimmiges Glockengeläut aus Gussstahl, dessen Glocken mit einer Ausnahme 1948 vom Bochumer Verein für Gussstahlfabrikation (BVG) gegossen wurden. Die kleinste Glocke hat die beiden Weltkriege überdauert, sie wurde 1909 von der Glockengießerei Fritz Hamm aus Augsburg gegossen.
Übersicht
| Glocke | Name                  | Gussjahr | Durchmesser | Gewicht | Schlagton |
| ------ | --------------------- | -------- | ----------- | ------- | --------- |
| 1      | Herz Jesu             | 1948     | 2140 mm     | 4540 kg | b°        |
| 2      | Muttergottes          | 1948     | 1800 mm     | 2720 kg | des‘      |
| 3      | Hlgst. Dreifaltigkeit | 1948     | 1605 mm     | 1780 kg | es‘       |
| 4      | Heiliges Kreuz        | 1948     | 1430 mm     | 1320 kg | f‘        |
| 5      | Allerheiligen         | 1948     | 1200 mm     | 0780 kg | as‘±0     |
| 6      | Michael               | 1909     | 0940 mm     | 0439 kg | as‘-4     |

Einzelne Elemente sind den romanischen Stilformen entnommen, allerdings stark vereinfacht, monumental gestrafft und so Ausdruck der beginnenden Moderne. Die Rundbogenfenster sind in ausgewogener Weise in Zweier-, Dreier- und Vierergruppierungen ausgerichtet und ebenfalls auf die monumentale Turmanlage hin geordnet; die Rundfenster des Mittelschiffes korrespondieren mit den zentralen Rosetten in den Querschifffronten.

Während des mehrtägigen Orkanes „Niklas“ Ende März/Anfang April 2015 wurde das Dach der Kirche erheblich beschädigt und das nähere Umfeld wegen der Gefahr herabfallender Dachschindeln und herumfliegender Isolierungsteile mehrere Tage abgesperrt.

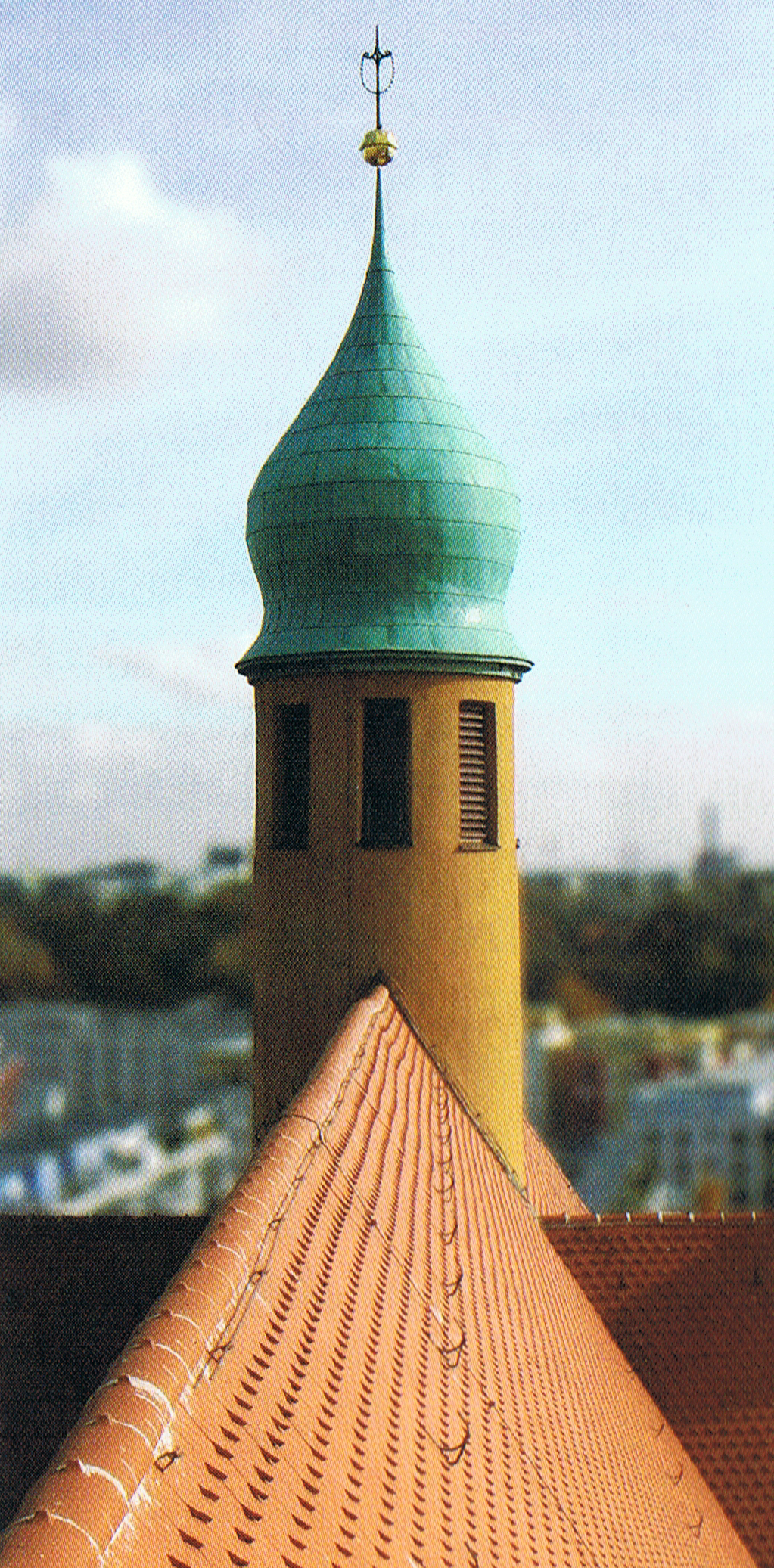
Dachreiter
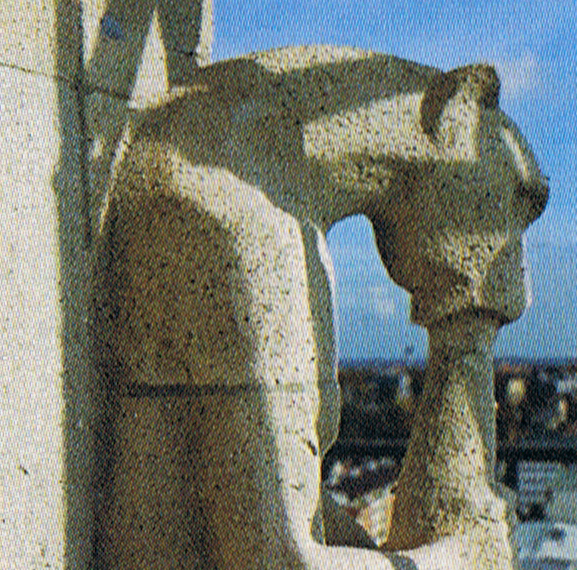
Wasserspeier am Turm
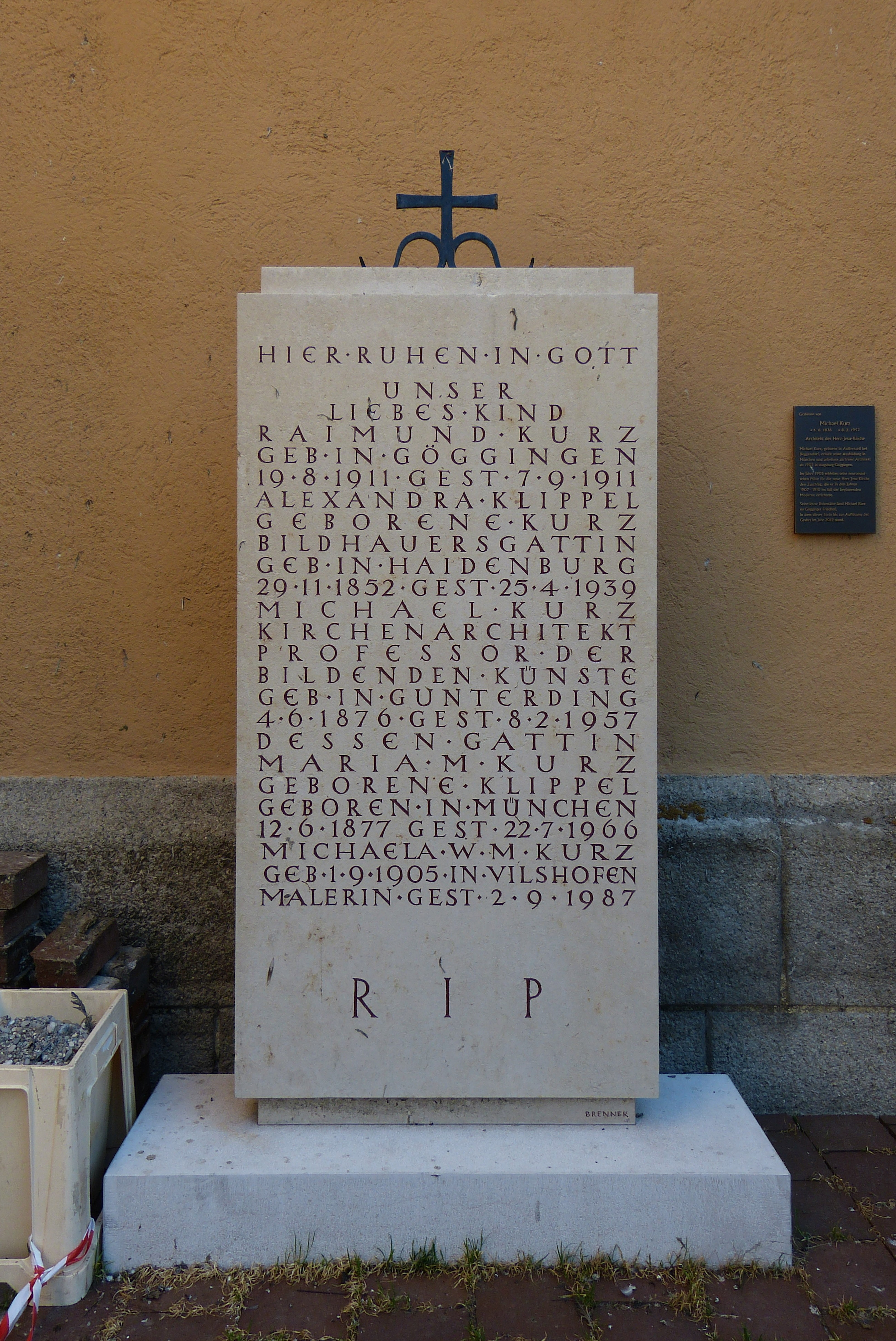
Grabstein des Architekten Michael Kurz
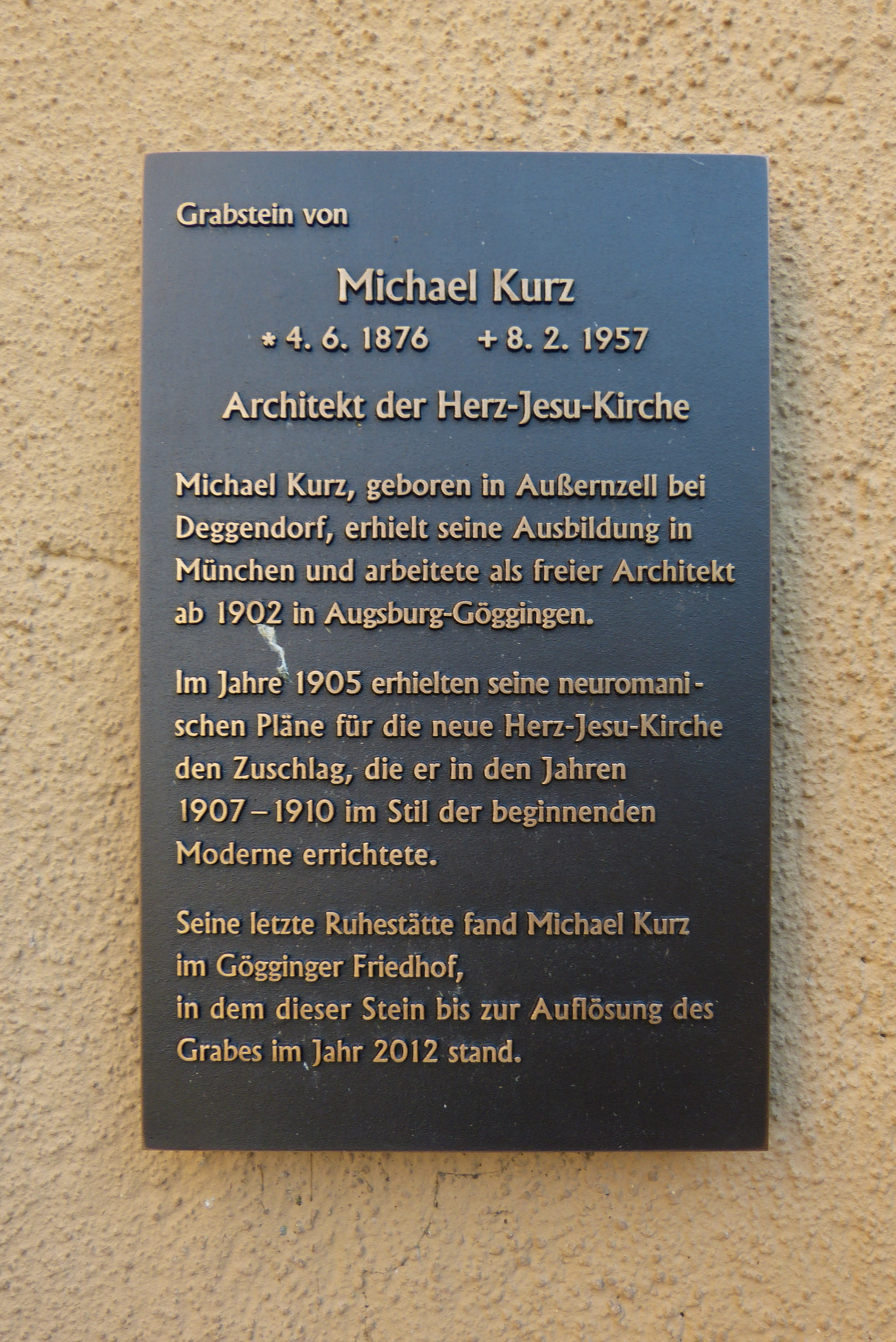
Gedenktafel

## Innenbeschreibung
Die einheitliche, größtenteils erhaltene Ausstattung zählt zu den frühesten und seltenen Zeugnissen des Jugendstils in der Sakralbaukunst. Das geschlossene Jugendstilkleid sucht im sakralen Bereich Deutschlands seinesgleichen. Die freie Ornamentik der Kapitelle, die Deckenfelder und die Wandmalereien zeigen den Bruch mit dem Historismus.

### Grundriss

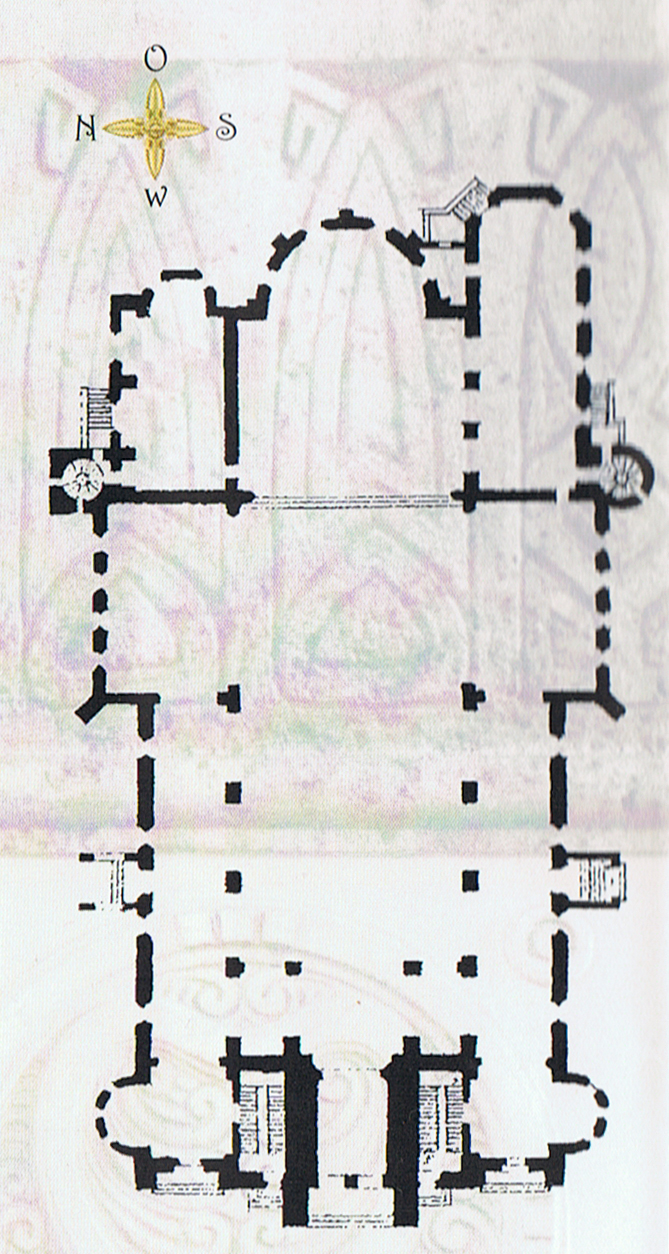
Grundriss

Der Grundriss zeigt eine dreischiffige Basilika, mit vierjochigem Langhaus. Die in das Innere der Kirche verlegte Vorhalle nimmt das erste Joch ein und trägt die Empore. Das breit angelegte Mittelschiff führt über das ausladende Querschiff in den zweijochigen Chor gleicher Höhe mit eingezogener Apsis. Im Norden schließt sich die Sakristei an, im Süden die Marienkapelle. Darüber liegen die über die Treppentürme zu erreichenden Oratorien, wobei das über der Kapelle ursprünglich den Klosterfrauen diente. Die Seitenschiffe sind erheblich niedriger und enden in den Querarmen. Sie beherbergten im Norden unter der Empore in einer Rundkapelle ursprünglich den Taufstein und im Süden eine Beichtkapelle. Die ursprünglich zwei Emporen, eine für die Gemeinde, darüber eine für Chor und Orgel – mit je eigenem, von außen erreichbarem Zugang – sind heute zu einer einzigen Orgelempore zusammengefasst.

### Innenarchitektur

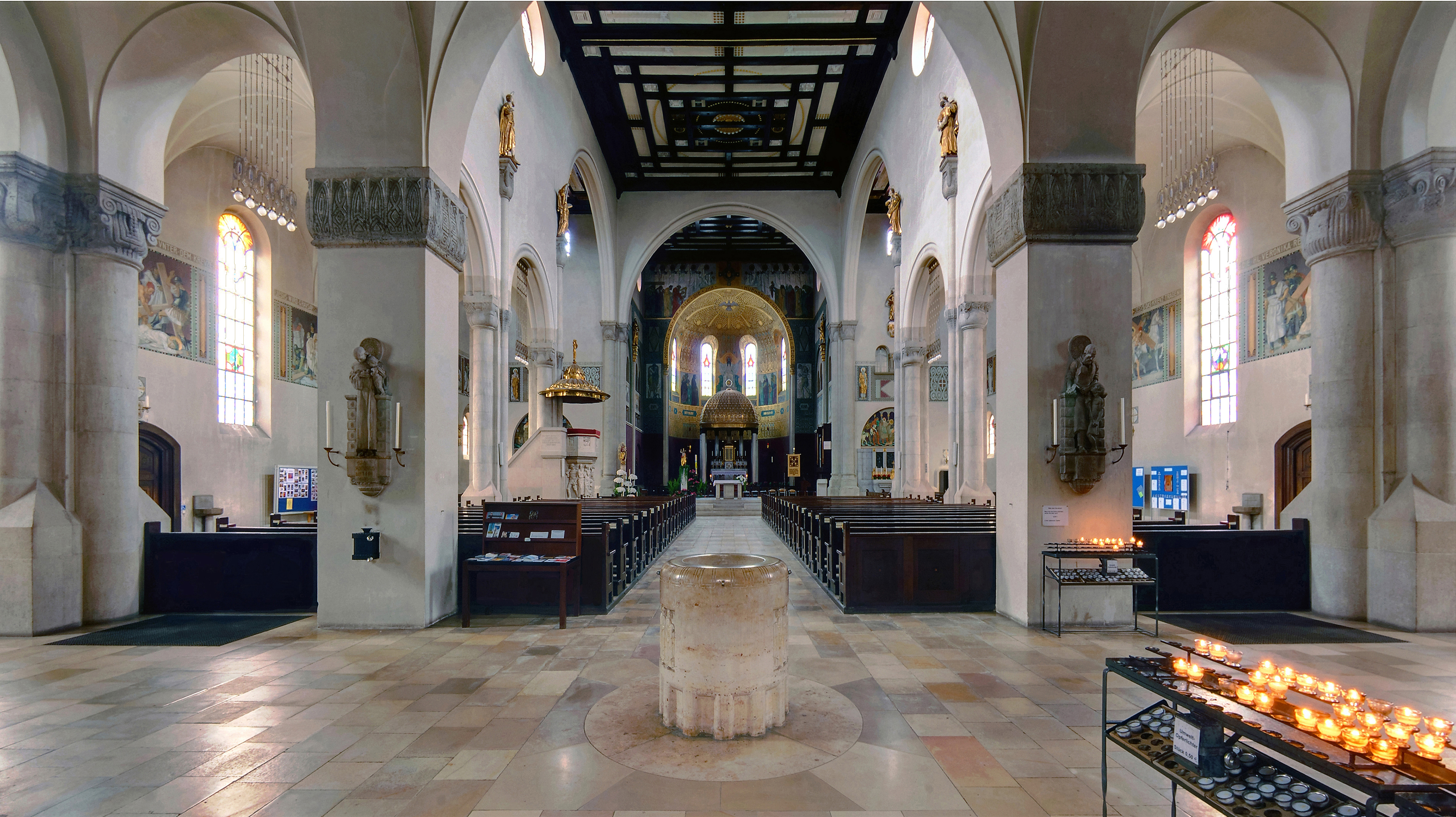
Blick in das Mittelschiff

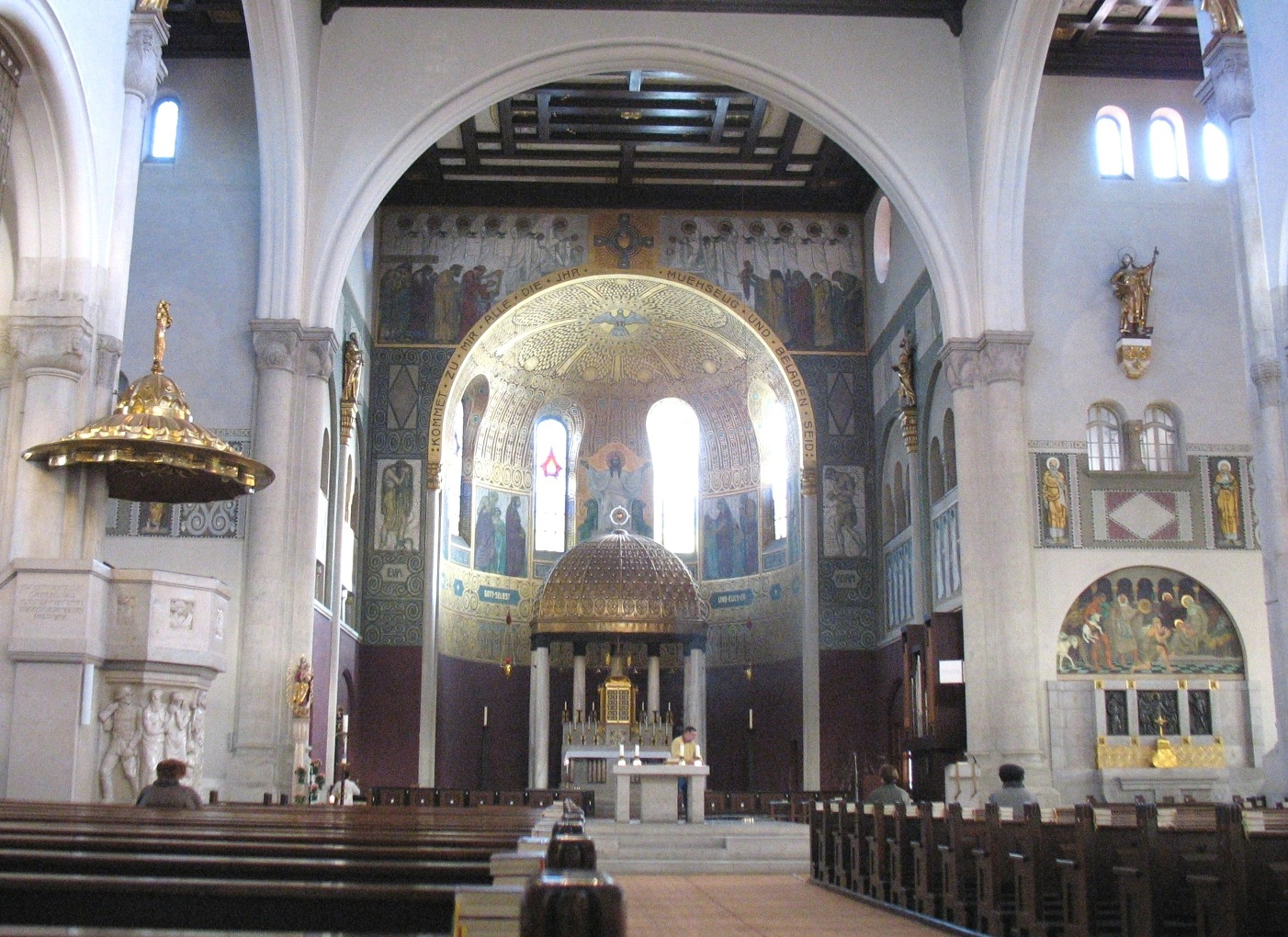
Blick auf den Altar

Während das Äußere der Kirche eine Steigerung von Ost nach West ausmacht, ist es im Inneren gerade umgekehrt: Die Rundbogenarkaden des Mittelschiffes entwickeln sich erst beim Heraustreten aus dem Bereich der Empore zur vollen Ausformung. Sie ruhen auf Viereckspfeilern aus Kunststein mit seitlich vorgelegten Halbsäulen, die in abwechslungsreich ornamentierten Korbkapitellen aus Haustein enden bzw. bis zu den Apostelstatuen hochgezogen sind. Ihren Höhepunkt erfahren sie im weit gespannten Bogen der Vierung. Mit dem noch etwas niedrigeren Bereich unter der Empore bilden die fünfjochigen Seitenschiffe eine räumliche Einheit. Die großzügige Weiträumigkeit führt immer wieder auf das Zentrum hin. Der Kirchenraum hat eine zugleich vornehme und liebenswürdige Ausstrahlung.

### Ausmalung

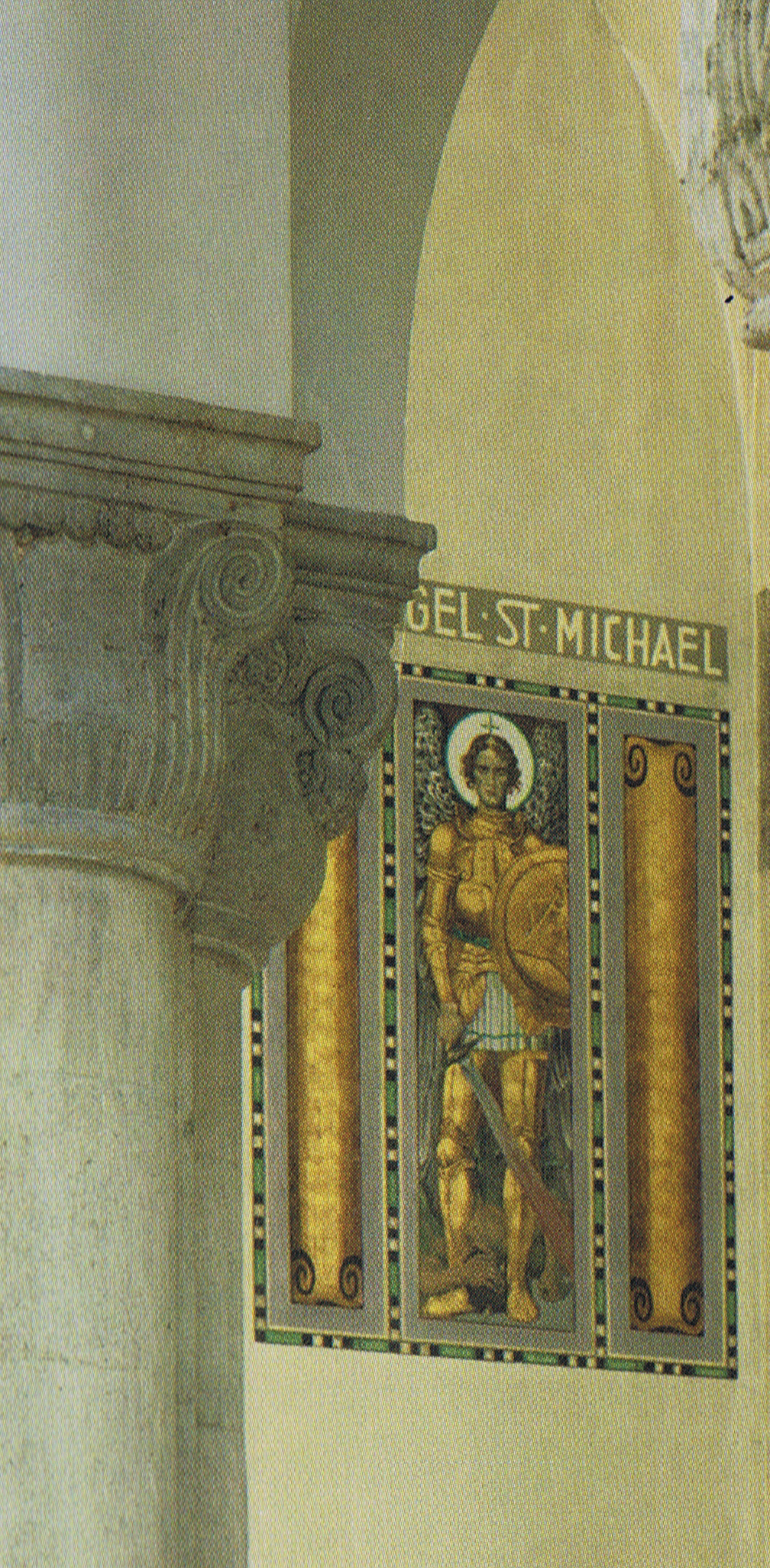
Fresko im rechten Seitenschiff

Die Apsis- und Chorausmalung weist eine reiche Ornamentik auf und ist in den für den Jugendstil typischen Farben Gold, Violett, Oliv und Weiß gehalten. Das reiche Bildprogramm ist vom Bauherrn, Stadtpfarrer Anton Schwab, in sich geschlossen konzipiert: Die seit Adam und Eva sündige, erlösungsbedürftige Menschheit wurde durch die allerbarmende Liebe des göttlichen Herzens Jesu gerettet. Allen Menschen gilt die am Chorbogen auf goldfarbenem Untergrund angebrachte Einladung Jesu: „Kommet zu mir alle, die ihr muehselig und beladen seid.“ (Mt 11,28) In der Apsis thront Christus mit ausgebreiteten, einladenden Armen auf einem Stuhl, dessen Stützen je zwei Löwen bilden. Über ihm schwebt die Heilig-Geist-Taube mit ausgebreiteten Flügeln. Dieser Bereich ist stark vergoldet und mit Ornamenten in Lasurtönen umgeben.
Die Menschen wenden sich Christus zu (in der Beschreibung jeweils von links): An der Chorwand sind Eva mit der Schlange um ihr Bein und Adam mit einem Apfel in ihrer beiden Zerknirschung gebückt dargestellt. Über Eva vier begnadigte Sünder: ganz außen der rechte Schächer Dismas mit dem Tau-Kreuz, Maria Magdalena mit dem Salbölgefäß, Petrus mit den Himmelsschlüsseln und König David mit der Harfe. Von der anderen Seite kommen heilsuchende Menschen: eine sorgende Mutter mit ihrem Kind, ein lahmer Mann mit dem Stock, eine weinende Frau und ein gedrückter Arbeiter. Über ihnen die himmlischen Heerscharen mit brennenden Lampen und goldenen Kränzen. Sie bringen alle Mühsal der Menschen vor das Kreuz. Dieses trägt ein Herz in sich, von dem Segen entströmt.
In der Apsis streben zum Heiland weitere Menschen, die von ihm Befreiung erhoffen: ein Götzenpriester, ein heidnischer Philosoph mit seinem Schüler auf der Suche nach Wahrheit, eine in ihrer Stellung als Frau zurückgesetzte Römerin, eine geknechtete Sklavenfamilie und ein von der Ausrottung bedrohter Indianer. All diesen Suchenden ist vom Propheten Jesaja verheißen: „Euer Gott selbst wird kommen und euch erlösen“ (Jes 35,4). Diese froh machende Botschaft ist als Schrift unter den Menschen angebracht und wird durch ein ermutigendes Zitat aus dem ersten Gottesknechtlied unter den Fenstern ergänzt: „Geknicktes Rohr wird er nicht zerbrechen, glimmenden Docht nicht auslöschen“ (Jes 42,3). Der komplette Raum scheint über dem violett getönten Sockel zu schweben.
Dieser Verheißung des messianischen Heils bei Jesaja entspricht auf der linken Chorseite die Darstellung der beiden weißen Hirsche am goldenen Brunnen mit sieben Quellen. Die Errettung durch Gott ermöglicht neues Leben: „Dann springt der Lahme wie ein Hirsch […]. In der Wüste brechen Quellen hervor und Bäche fließen in der Steppe“ (Jes 35,6). Die Sehnsucht der Menschen nach Gott ist aber auch im Psalm 42,2 ausgedrückt: „Wie der Hirsch lechzt nach frischem Wasser, so lechzt meine Seele, Gott, nach dir.“ Dieser Darstellung ist in der rechten Blende das apokalyptische Lamm mit dem Buch mit sieben Siegeln (vgl. Offb 5,6-10) auf dem Altar mit dem Stabkreuz beigesetzt. Das Lamm liegt goldstrahlend in der Mitte und wird von zwei siebenarmigen Leuchtern flankiert. Jesus hat durch seine Leiden Sünde und Tod besiegt: „Siehe, das Lamm Gottes, das die Sünde der Welt wegnimmt“ (Joh 1,29). Auf der rechten Chorseite streben die klugen und törichten Jungfrauen in lang herabfallenden weißen Gewändern zu Christus in der Apsis. Sie mahnen den Betrachter, wachsam zu bleiben.
Auch die weitere Ausstattung der Kirche ist in das Gesamtprogramm eingebunden: Als Vorläufer des Heils sind als Wandgemälde über den Seitenaltären (von links) Moses und Elija, sowie Joachim und Anna, die Eltern der Gottesmutter Maria, und ein Engel abgebildet. In den Seitenschiffen sind neben den Kreuzwegstationen Märtyrer als Zeugen und Kämpfer des Glaubens dargestellt: hl. Sebastian und hl. Michael (rechts), hl. Afra und hl. Georg (links). Die Evangelisten – sie erscheinen in den Apsisfenstern – verkünden die Heilsbotschaft; Inhalt dieser Botschaft ist die Liebe des Herzens Jesu, wie sie in den Seligpreisungen der Bergpredigt (Fenster der Seitenschiffe) aufleuchtet. Die Menschgewordene Liebe Gottes tritt mit der Geburt Jesu in die Welt (rechter Seitenaltar: Weihnachtsaltar), manifestiert sich im Kreuz und Leiden Jesu (Kreuzwegfresken) und findet ihre Erhöhung im Tod und in der Auferstehung Jesu (linker Seitenaltar: Osteraltar).

### Raumfarbigkeit

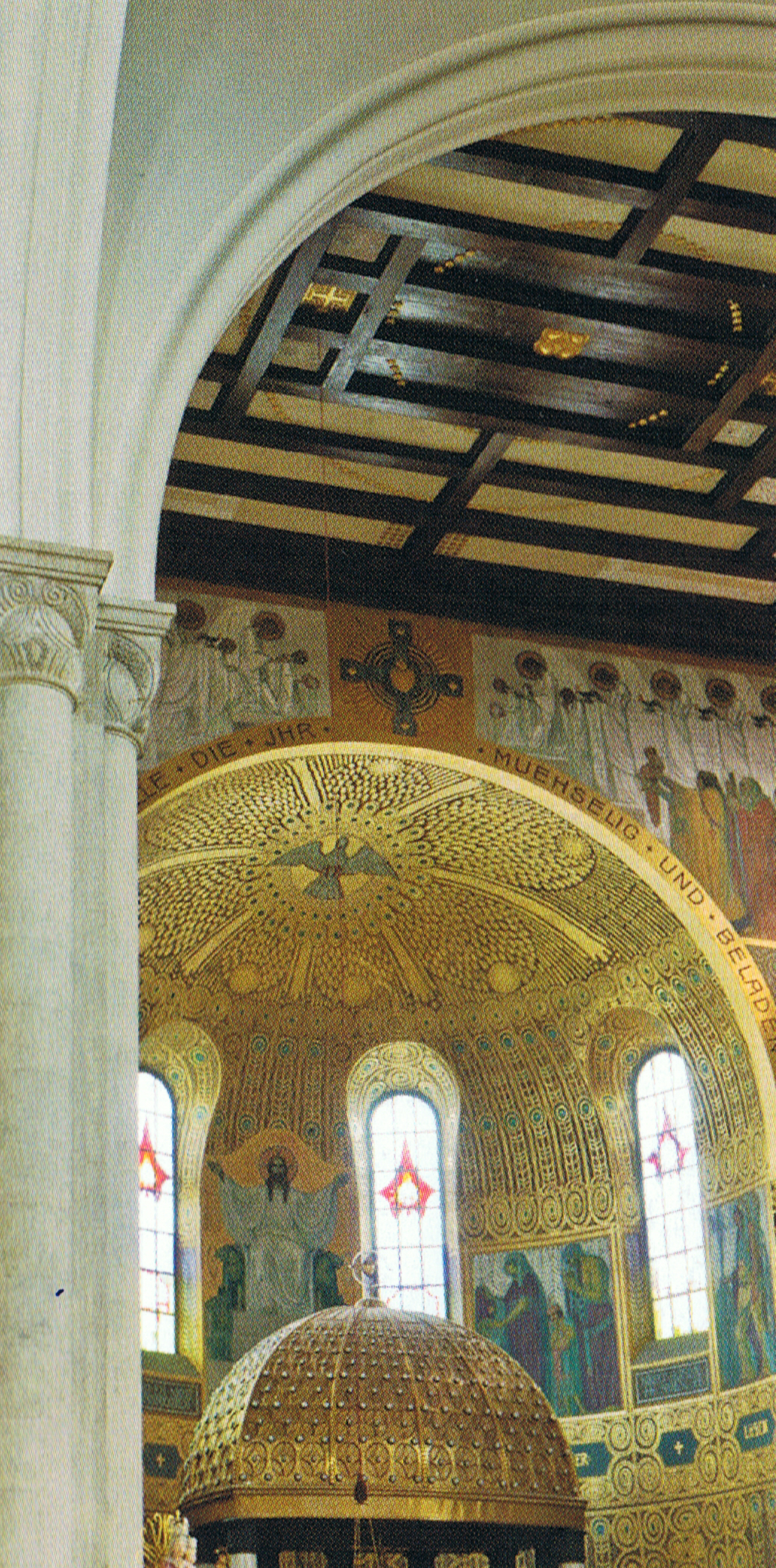
Blick in die Apsis

Die Raumfarbigkeit dient der Ausrichtung auf den Chor und auf die leuchtende Bemalung der Apsis. Die Wände der Seitenschiffe und der Querarme waren ursprünglich violett getönt. Darüber ging die Ausmalung in ein helleres Violett über, das in den Querarmen bis an die oberen Fenster reichte. Die Wandflächen darüber waren wie im Mittelschiff weiß gehalten und korrespondierten mit dem Natursteinton der Pfeiler und Säulen. Diese Farbigkeit, die den Einheitsraum im Sinne des Jugendstils verwirklichte, wurde bei der Innenrestaurierung 1970/71 aufgegeben. Der ursprüngliche Raumeindruck ist somit stark verändert. Die violette Tönung blieb nur noch im Chor und im Sockel der Apsis erhalten. Ursprünglich war dort eine graubraune Holzvertäfelung mit roten und schwarzen Einlagen sowie goldenen Metallknöpfen geplant, doch war sie – wohl aus Kostengründen – nicht zur Ausführung gekommen.
Mittelschiff und Querhaus weisen eine Flachdecke aus Holz in streng geometrischem Raster auf. Sie ist mit Stuck und vergoldeten Holzverzierungen geschmückt. Die Seitenschiffe werden durch ein Kreuzgewölbe abgeschlossen. Das Pflaster besteht aus Solnhofer Platten.

### Altäre
Der Tabernakelaltar wird von einem prächtigen Kuppelbau auf neun Säulen aus Calacatta-Marmor mit Bronzekapitellen überwölbt (Entwurf Michael Kurz 1914/15). Der vergoldete Tabernakel (Jakob Rehle, Augsburg, 1910) ist an den Ebenholztüren mit Emailleeinlagen besetzt, die vier Symbole Christi darstellen: Phönix (Auferstehung), Osterlamm (Opfertod), Einhorn (Unüberwindlichkeit und Reinheit) und Pelikan (hingebende Liebe). Der Tabernakelaufbau aus graublauem Jura-Marmor findet seinen Abschluss in einer Kreuzigungsgruppe (Friedrich Pöhlmann, München, 1910).
Die goldglänzende Kuppel aus Holz mit Kupferblechverkleidung ist mit opalfarbigen Glasgemmen besetzt. Zwischen den Säulen hängen acht Lampen aus Messing mit opalblauen Gläsern. Den oberen Abschluss bildet ein Herz in einem reich geschmückten Kranz. Beim Blick von der Mitte der Vierung (wo heute der Volksaltar errichtet ist) auf den in der Apsis thronenden Christus erscheint es an der „rechten Stelle“.
Der linke Seitenaltar aus Treuchtlinger Marmor besitzt als Rückwand einen Engelsfries auf vier Säulen mit Tabernakel. Darüber ist im Bogen die Szene dargestellt, in der Jesus als der Auferstandene dem ungläubigen Thomas erscheint. Die Inschrift zitiert das Johannesevangelium: „Weil du gesehen hast, hast du geglaubt. Selig sind, die nicht sahen und dennoch glaubten“ (Joh 20,29). Bei der Innenrenovierung von 1970/71 wurden bei beiden Seitenaltären jeweils die Mensa und die Stufen zurückversetzt und die Banke zum neuen Volksaltar gedreht.

Beim rechten Seitenaltar, ebenfalls aus Treuchtlinger Marmor, sind in den Aufbau Bronzereliefs eingelassen. Sie zeigen Christus als Freund der Kinder und die Jugendpatrone Aloisius und Agnes. Das Fresko über dem rechten Seitenaltar, die Geburt Christi, weist leuchtende Farben auf. Im Zentrum kniend ein Hirt, die Heilige Familie ist aus dem Mittelpunkt gerückt. Ursprünglich waren statt der Wandgemälde Mosaiken geplant gewesen, die wohl aus Kostengründen nicht zur Ausführung kamen.

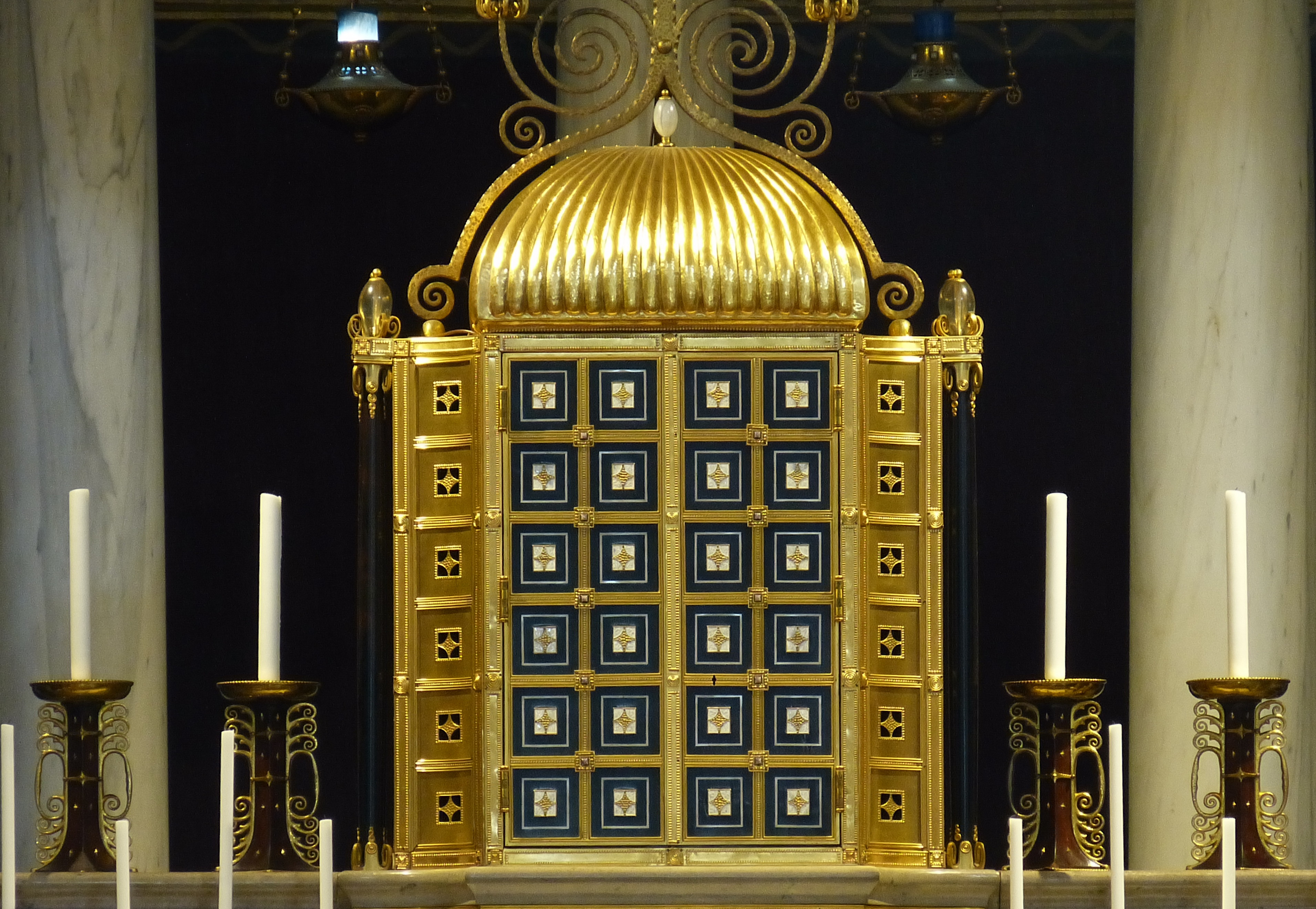
Tabernakelschrein
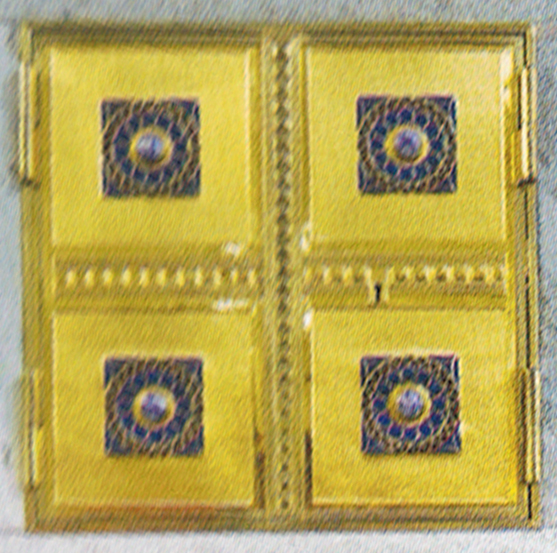
Tabernakel am linken Seitenaltar
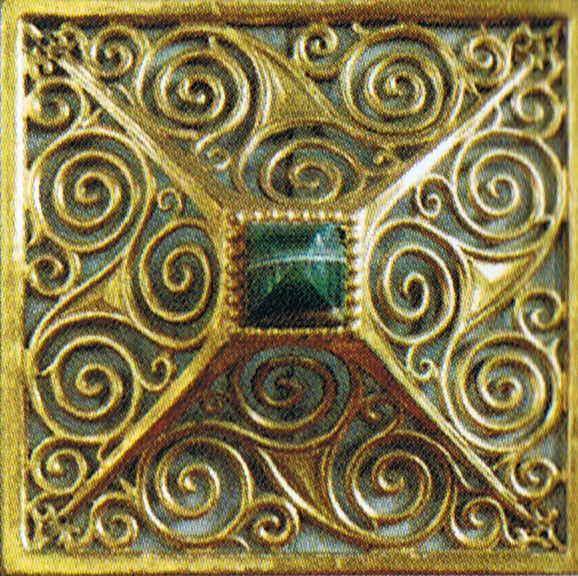
Ornament am rechten Seitenaltar

### Kreuzweg

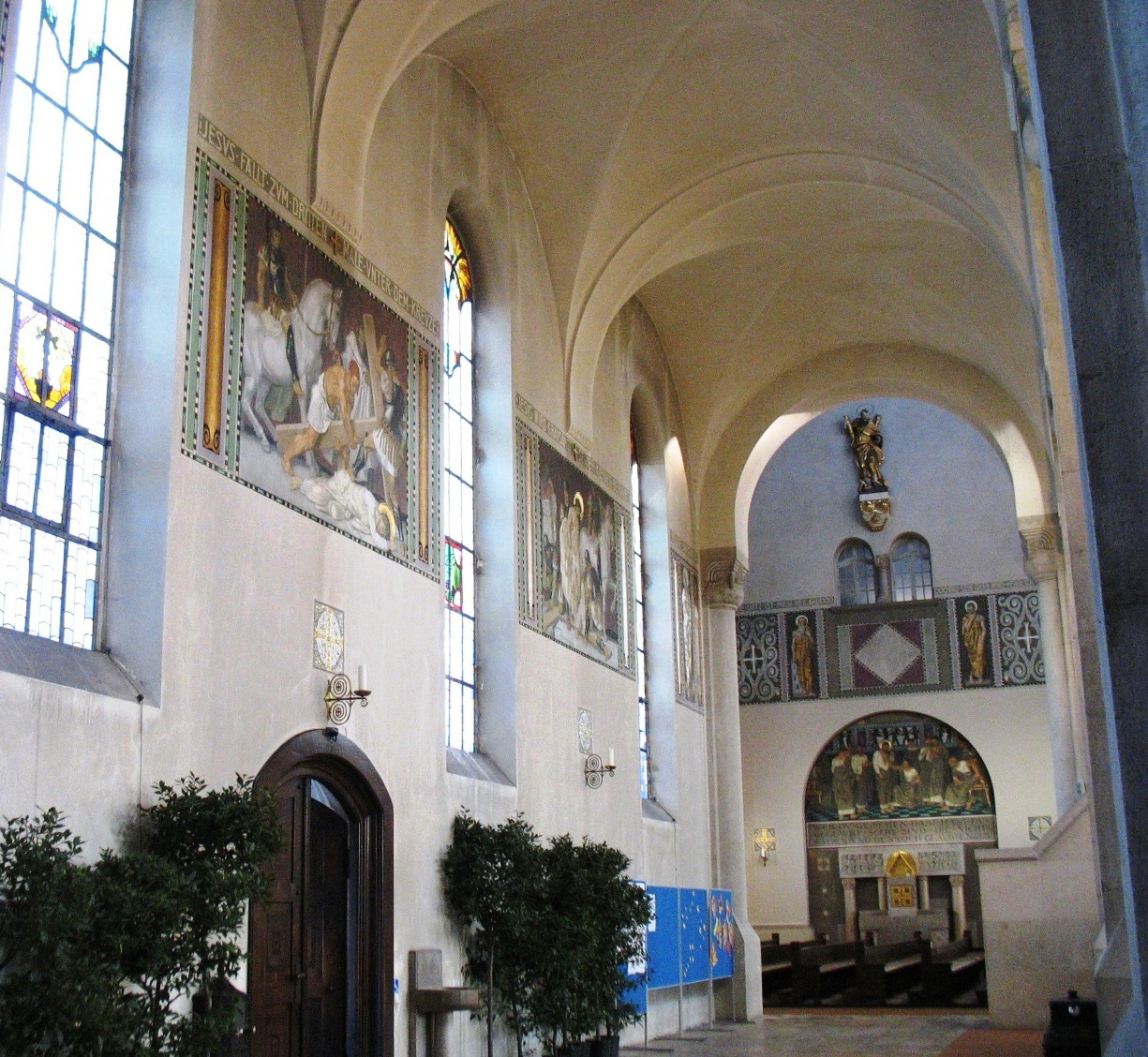
Kreuzweg mit Fresken

Die von der italienischen Renaissancemalerei beeinflussten Kreuzwegfresken Theodor Baierls haben die einfache Zeichnung als Grundlage. Dies wird jeweils besonders in der Gestalt Jesu deutlich, bei der auf fast jeglichen farblichen Akzent verzichtet wird. Seine majestätische Größe im Sinne der johanneischen Erhöhung Jesu am Kreuz tritt so deutlich in den Vordergrund, aber auch erschütternder Schmerz wird sichtbar. Besonders imposant ist die Reiterfigur des Hauptmanns. An den Reaktionen des Pferdes ist viel von der Stimmung der Szene abzulesen. Auch im Ganzen finden nur wenigen Farben Verwendung, etwas Grün und ganz sparsam ein besonders leuchtendes Rot. Die Zentralperspektive wird durch das Schachbrettmuster (Stationen 1, 2, und 14) betont. Der Kreuzweg beginnt mit dem linken Fresko an der Stirnseite des rechten Querhauses, setzt sich im rechten Seitenschiff fort, wird im linken Seitenschiff fortgeführt und endet im linken Querhaus.

### Kanzel
Die formenstarke Kanzel aus Treuchtlinger Marmor zeigt im Hochrelief des Unterbaus wie der Heiland mit dem Brot in der Rechten Adam und Eva, Mann und Frau, Jugend und Soldaten (Uniform des Ersten Weltkriegs) an sich zieht. Durch das Brot des Lebens spendet er Trost und Kraft. Die Figuren sind in ihrer Körperhaftigkeit hervorragend herausgearbeitet. Die Inschrift am Aufgang „Im Gottvertrauen weiterbauen: dann rettet Gott aus schwerster Not 1914–1919“ weist die Kanzel zugleich als Kriegerdenkmal aus. Am Kanzelkorb befinden sich die Arche Noah und die Symbole der vier Evangelisten als Relief. Auf dem vergoldeten Schalldeckel aus Messingbeschlagenem Holz steht die Figur des Guten Hirten, auf der Unterseite ist die Heilig-Geist-Taube in einem sternförmigen Kranz angebracht.

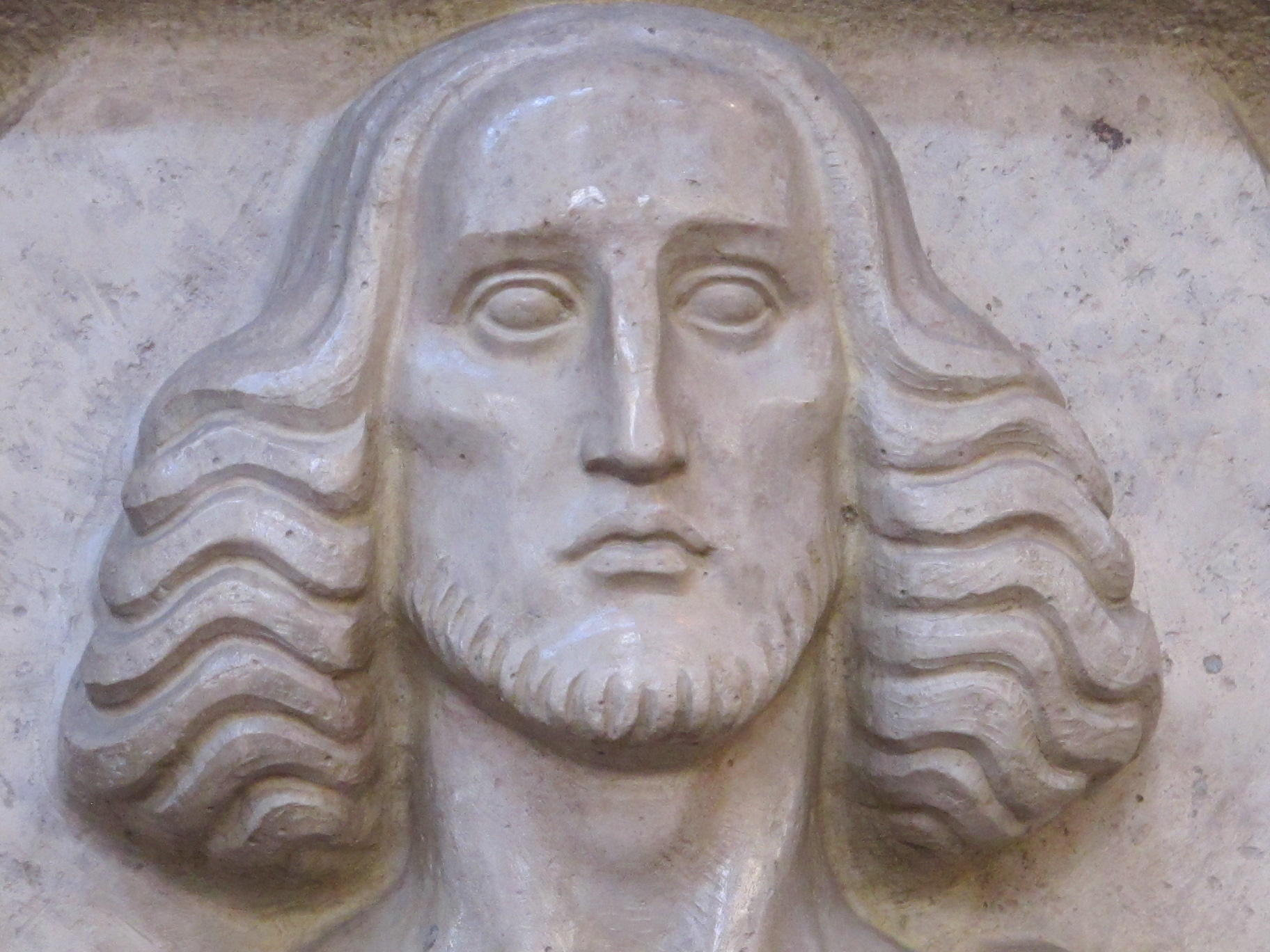
Jesuskopf
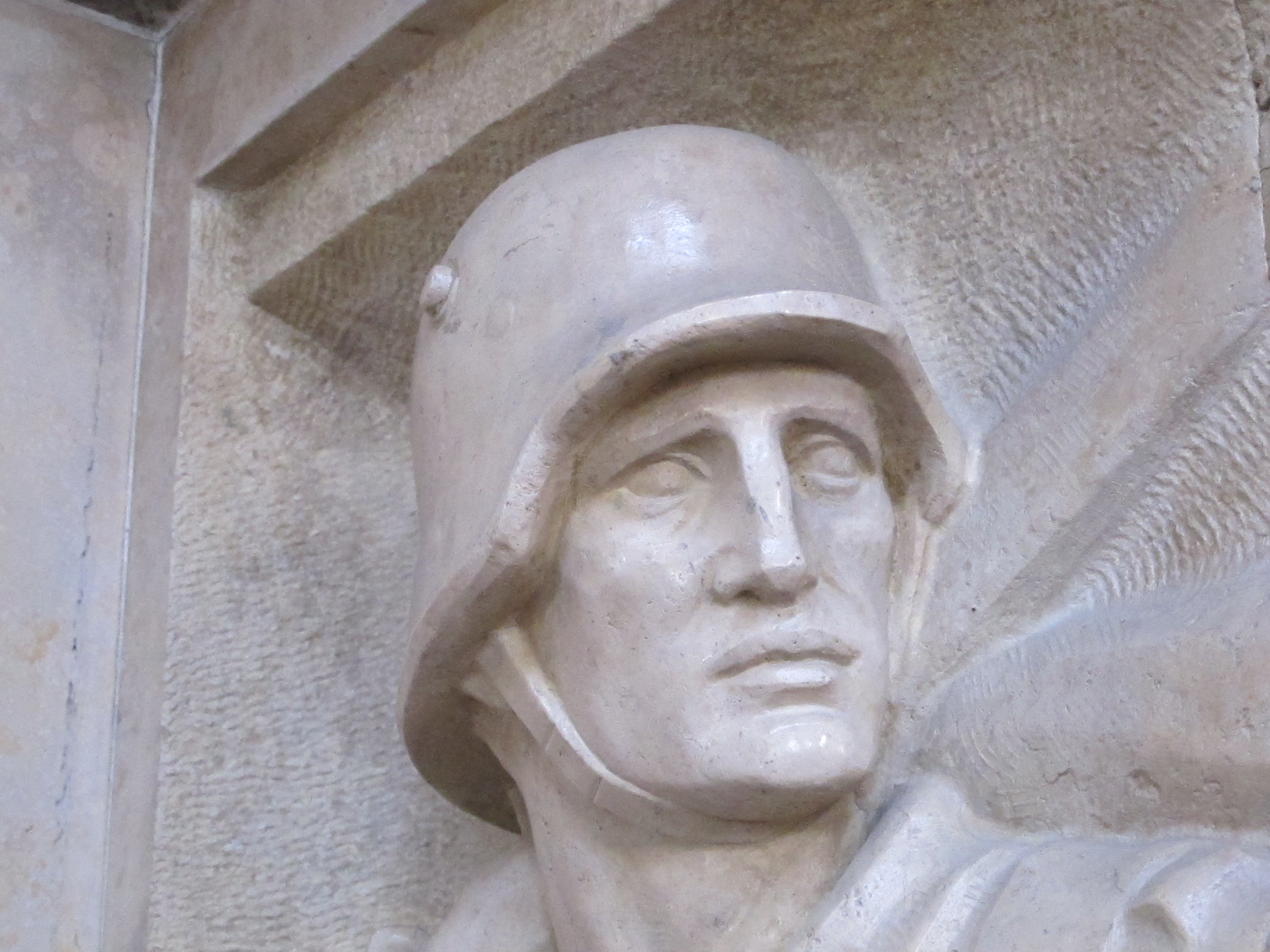
Soldatenkopf mit Stahlhelm
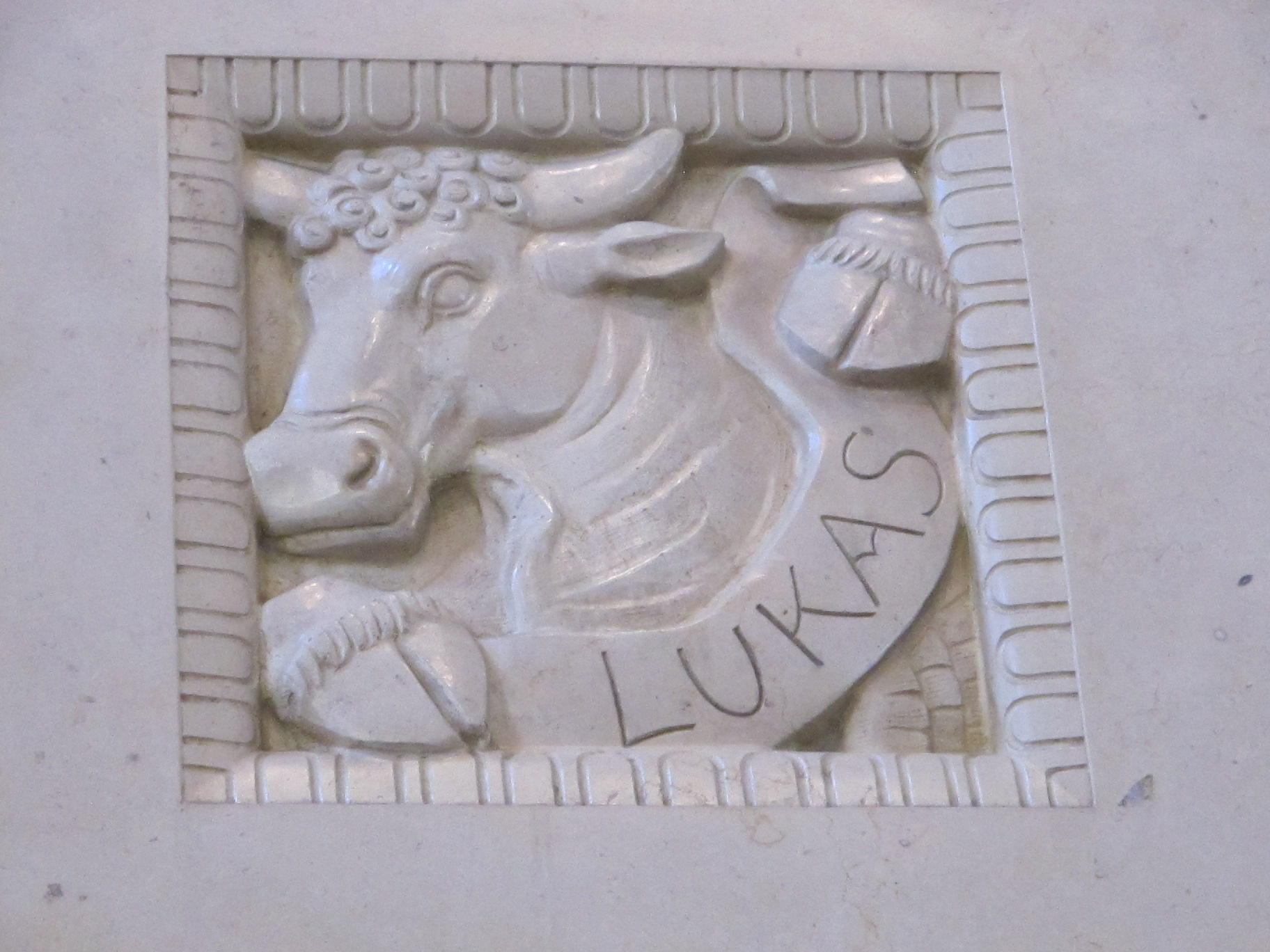
Lukas-Symbol
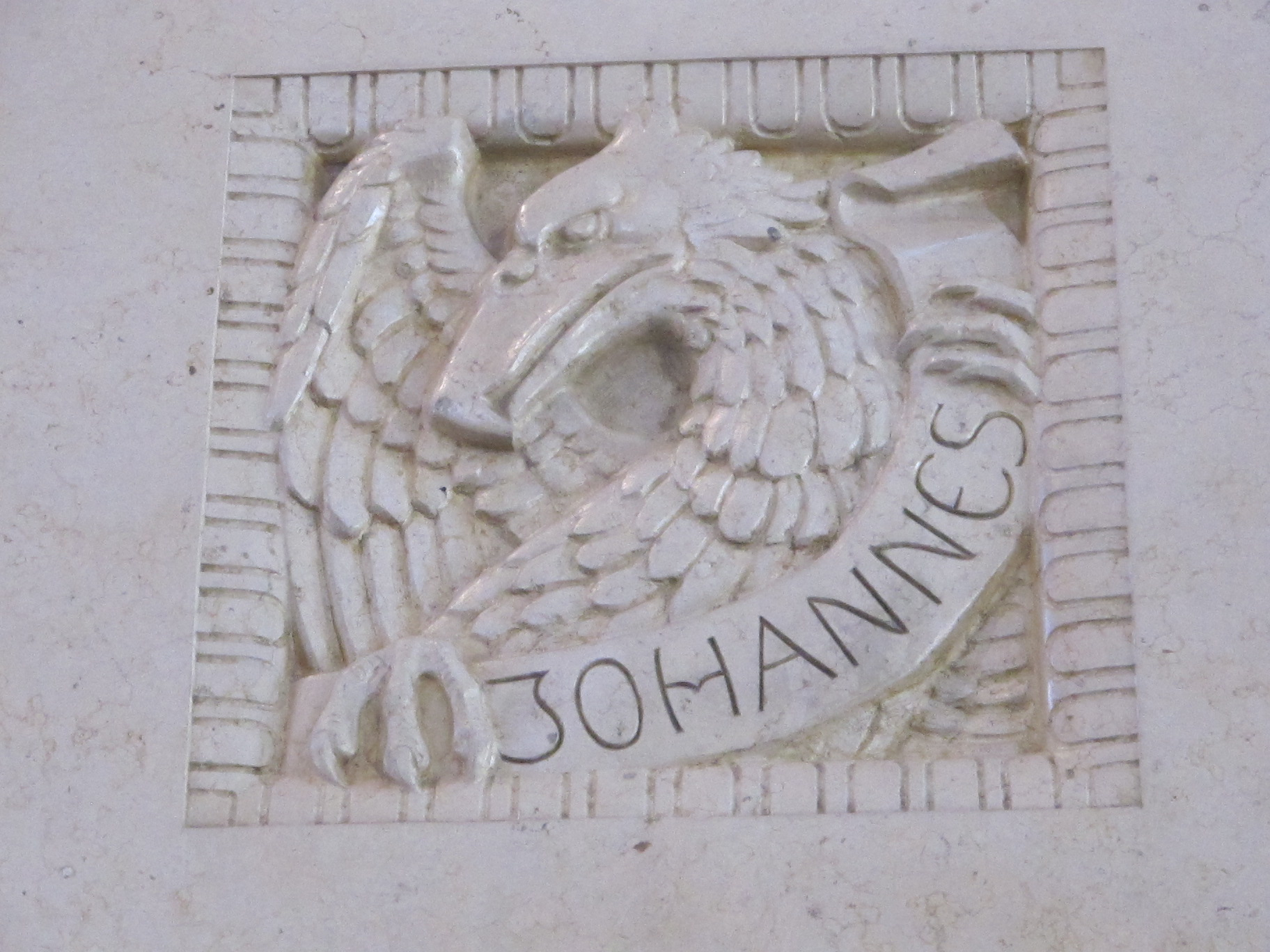
Johannes-Symbol

### Apostelfiguren und Madonna
Die 1909 angekauften überlebensgroßen barocken Apostelfiguren auf den hochgezogenen Halbsäulen stammen aus der Jakobskirche in Straubing (Josef Matthias Götz, 1742). Dort waren sie im Zuge der Regotisierung aus der Kirche entfernt worden. Sie sind durch ihre mächtige, zum Teil weit ausgreifende Gestik, vorwiegend aber statisch in sich ruhende Körperlichkeit gekennzeichnet und fügen sich gut in den Gesamtkomplex ein.
Die Marienfigur auf der Säule seitlich vor dem Chorraum wurde erst 1990 aufgestellt. Sie ist in Oberitalien oder Ligurien Anfang des 18. Jahrhunderts entstanden und korrespondiert so mit den nur wenig später geschaffenen Apostelfiguren. Die Gottesmutter hält in der Rechten einen Rosenkranz, in der Linken das segnende Jesuskind mit einer Weintraube, die auf das Opfer der Eucharistie hinweist. Sie steht auf einem wolkenartig ausgebildeten Sockel mit drei Engelsköpfen und verkörpert so die Königin des Himmels. Bei der Wiederherstellung der originalen Fassung wurden die silbernen Kronen neu hinzugefügt. Eine in früheren Zeiten beim Maialtar aufgestellte Jugendstil-Muttergottes (Aloys Mayer, 1910; Ausführung durch Max Grübel, 1912) wird in der oberen Sakristei aufbewahrt.

### Fenster
Die fast durchgängig zumindest leicht eingefärbten Fenster spenden der Kirche zwar reichlich, aber stimmungsvoll gebrochenes Licht. Die Münchener Hofglasmalerei Hans Bockhomi übernahm 1908/09 die Gestaltung der Fenster. Nach deren Zerstörung im Zweiten Weltkrieg wurden sie 1947 wiederhergestellt.

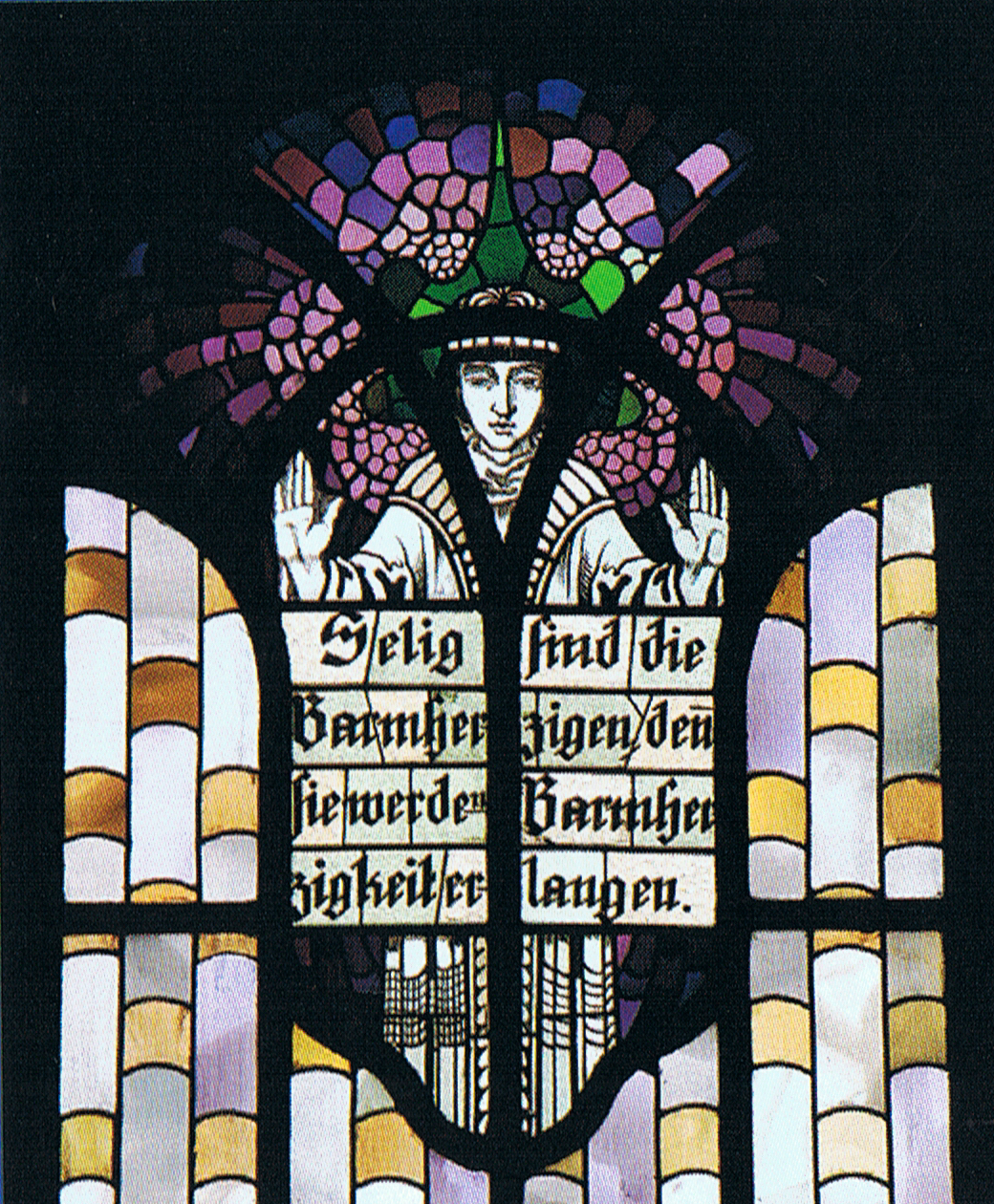
Inschrifttafel 1
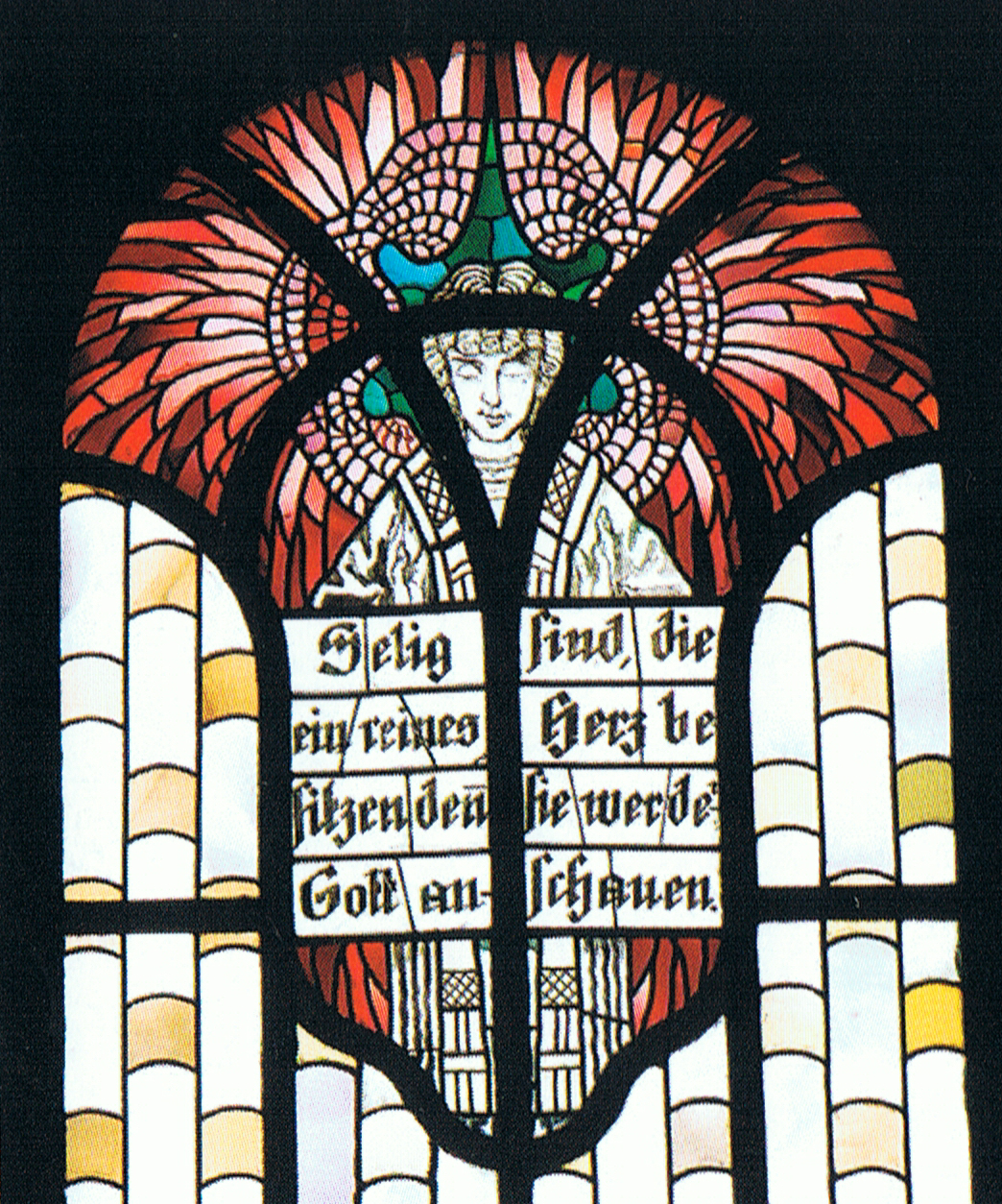
Inschrifttafel 2
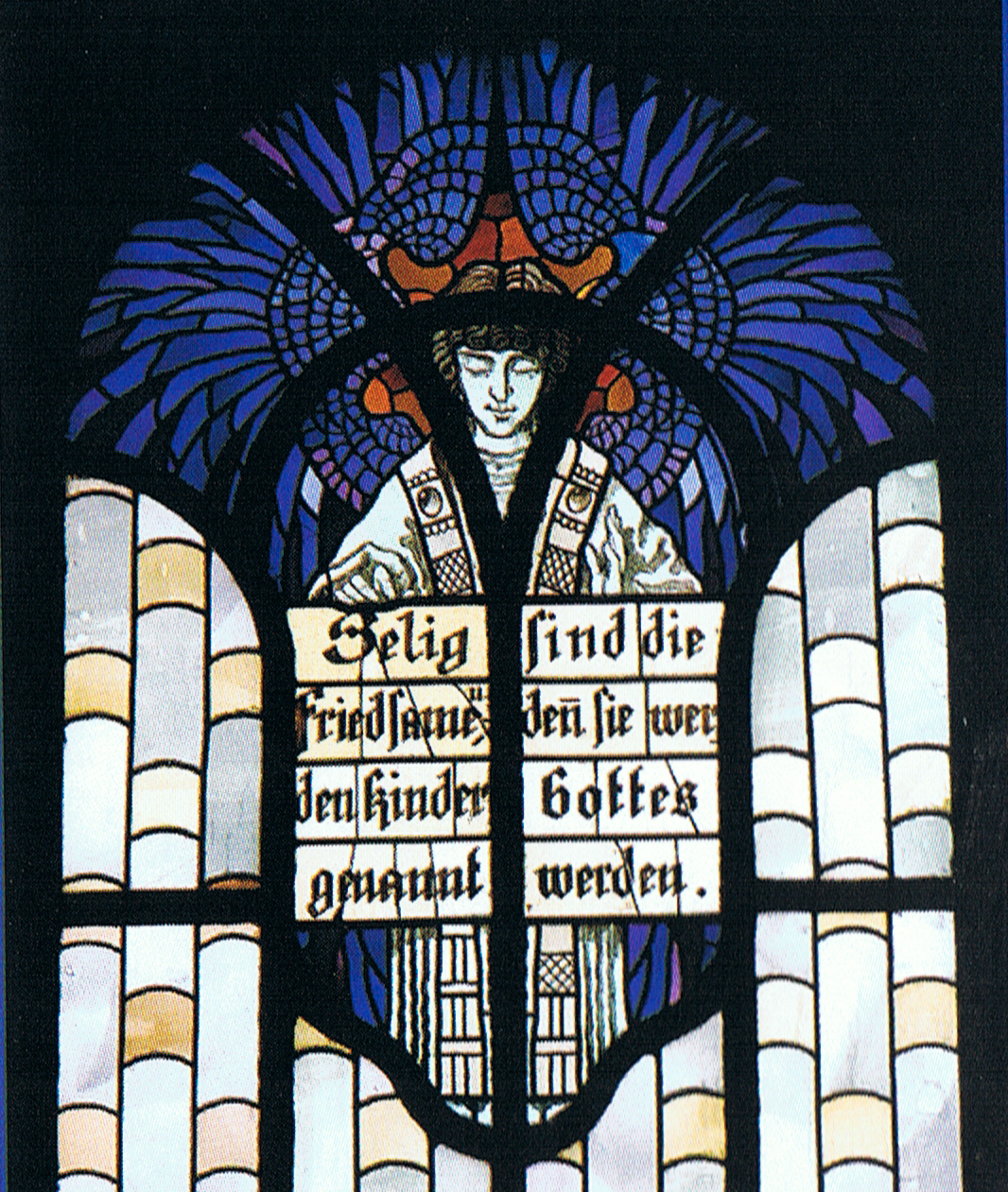
Inschrifttafel 3
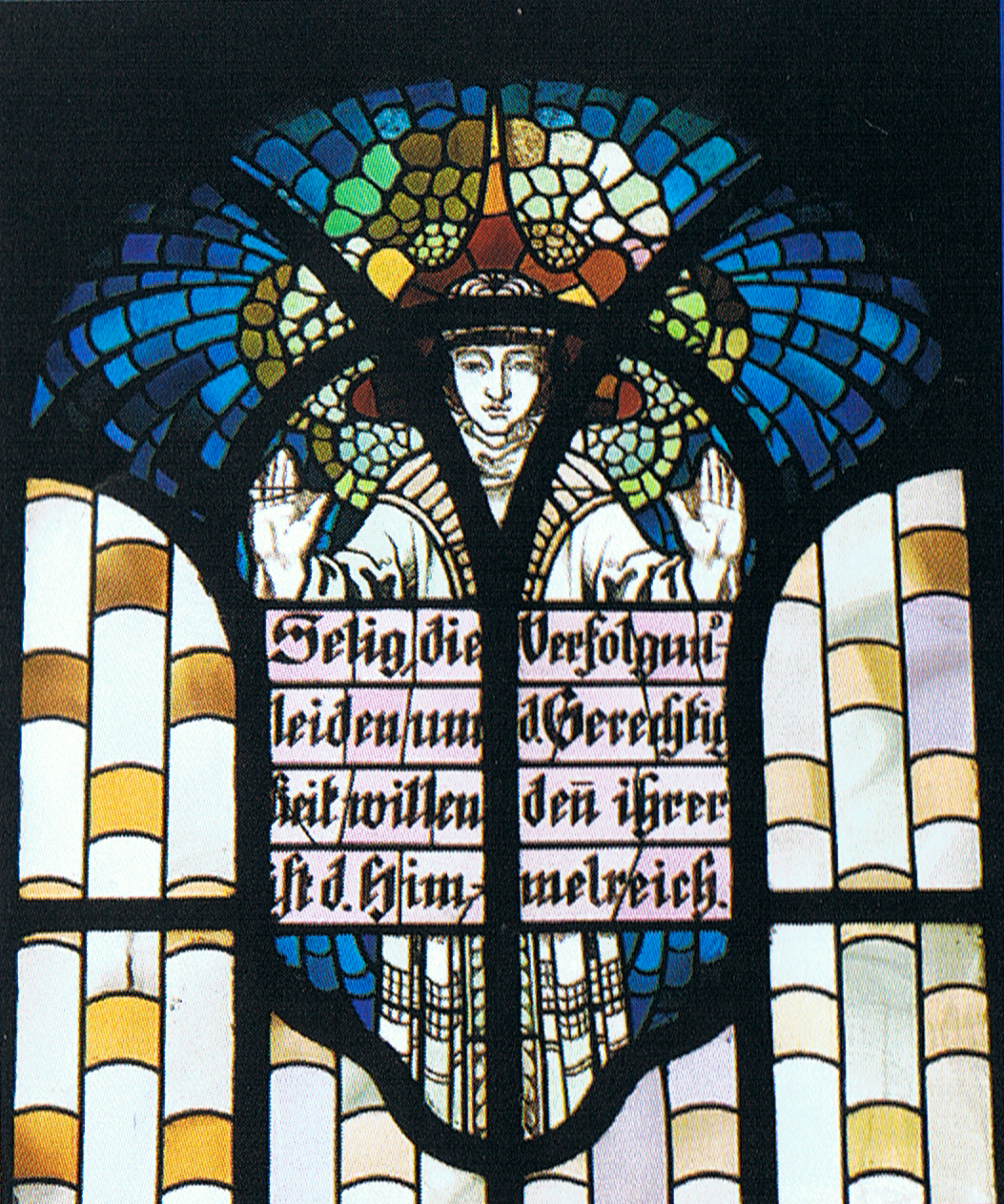
Inschrifttafel 4
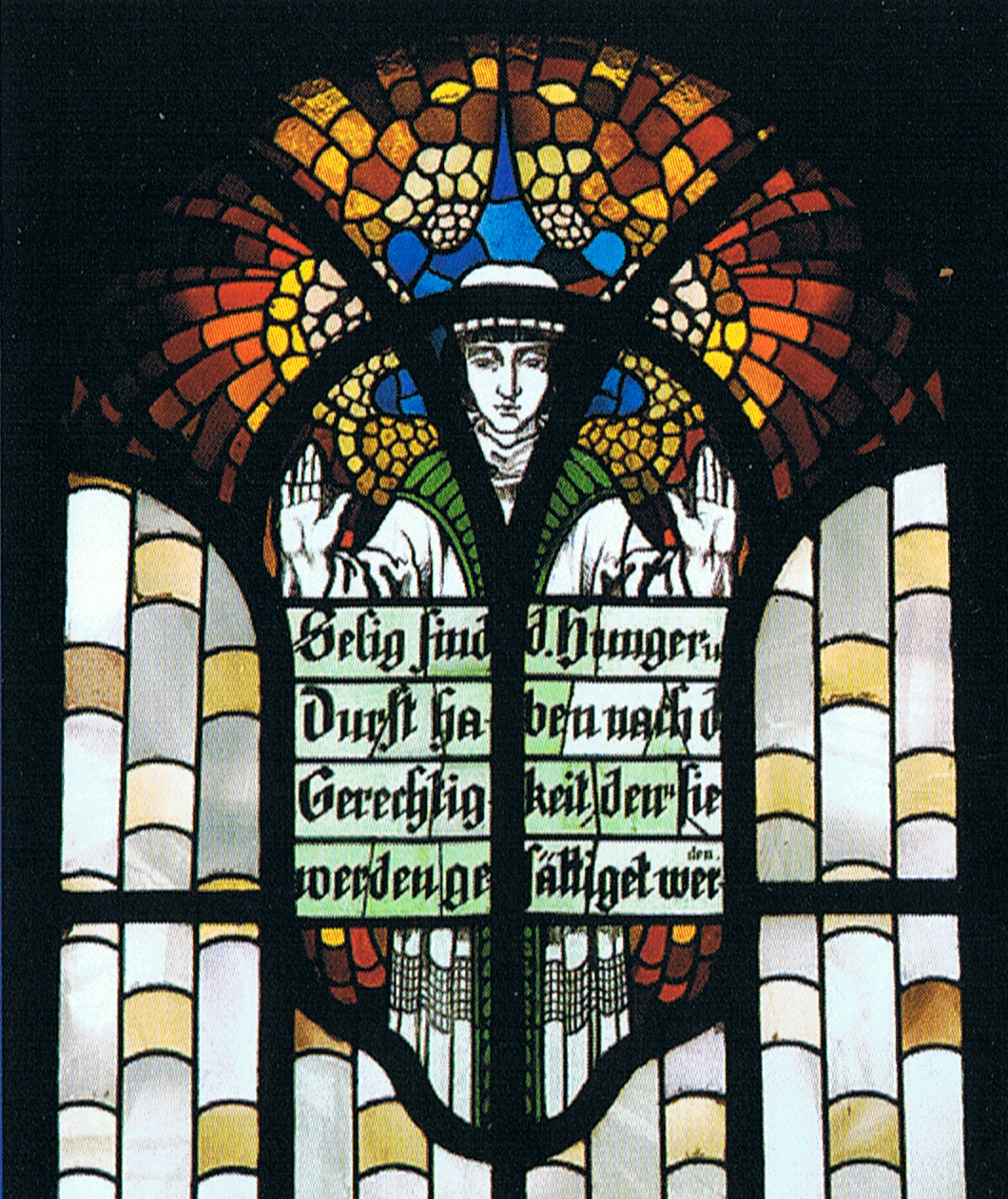
Inschrifttafel 5
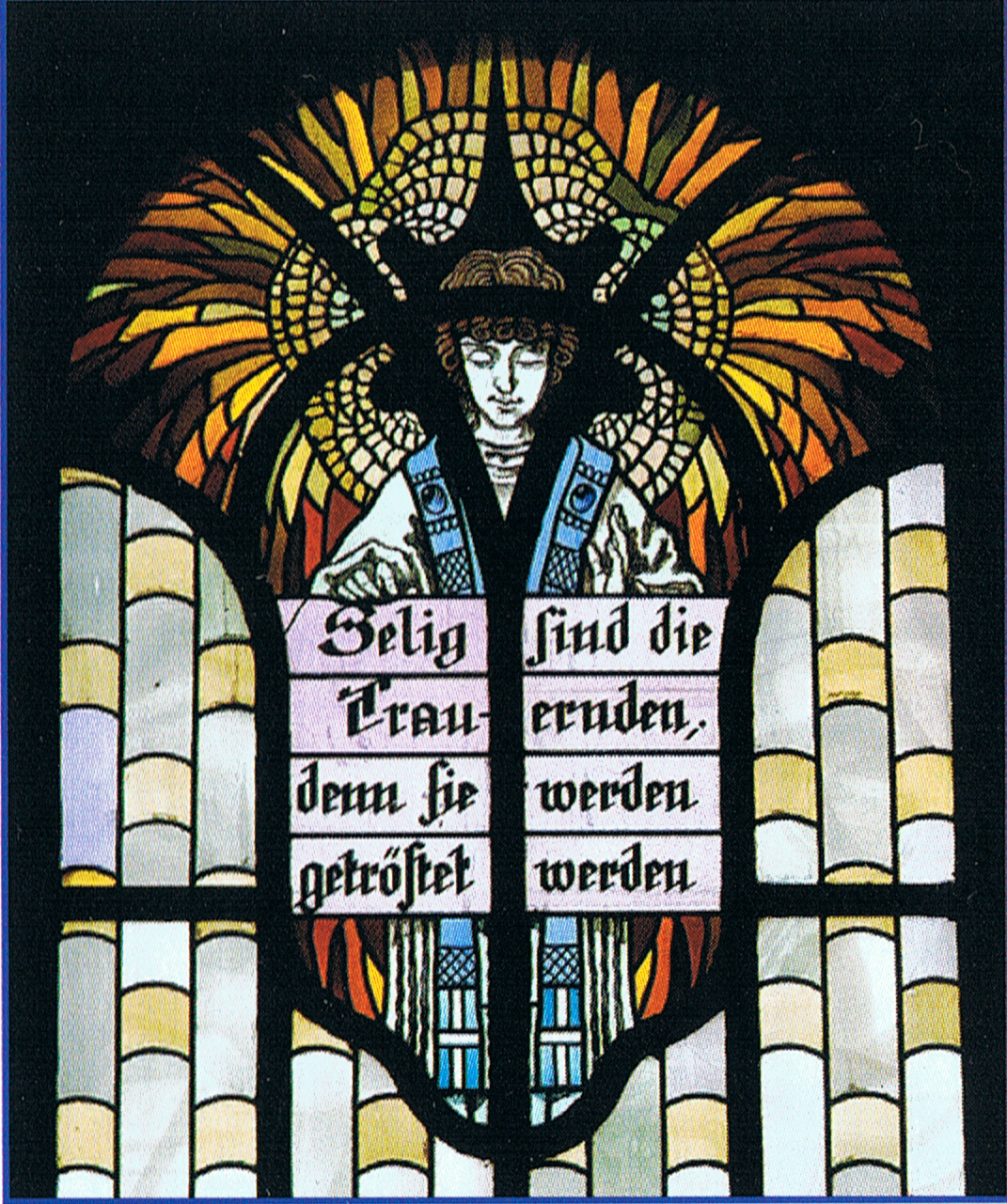
Inschrifttafel 6
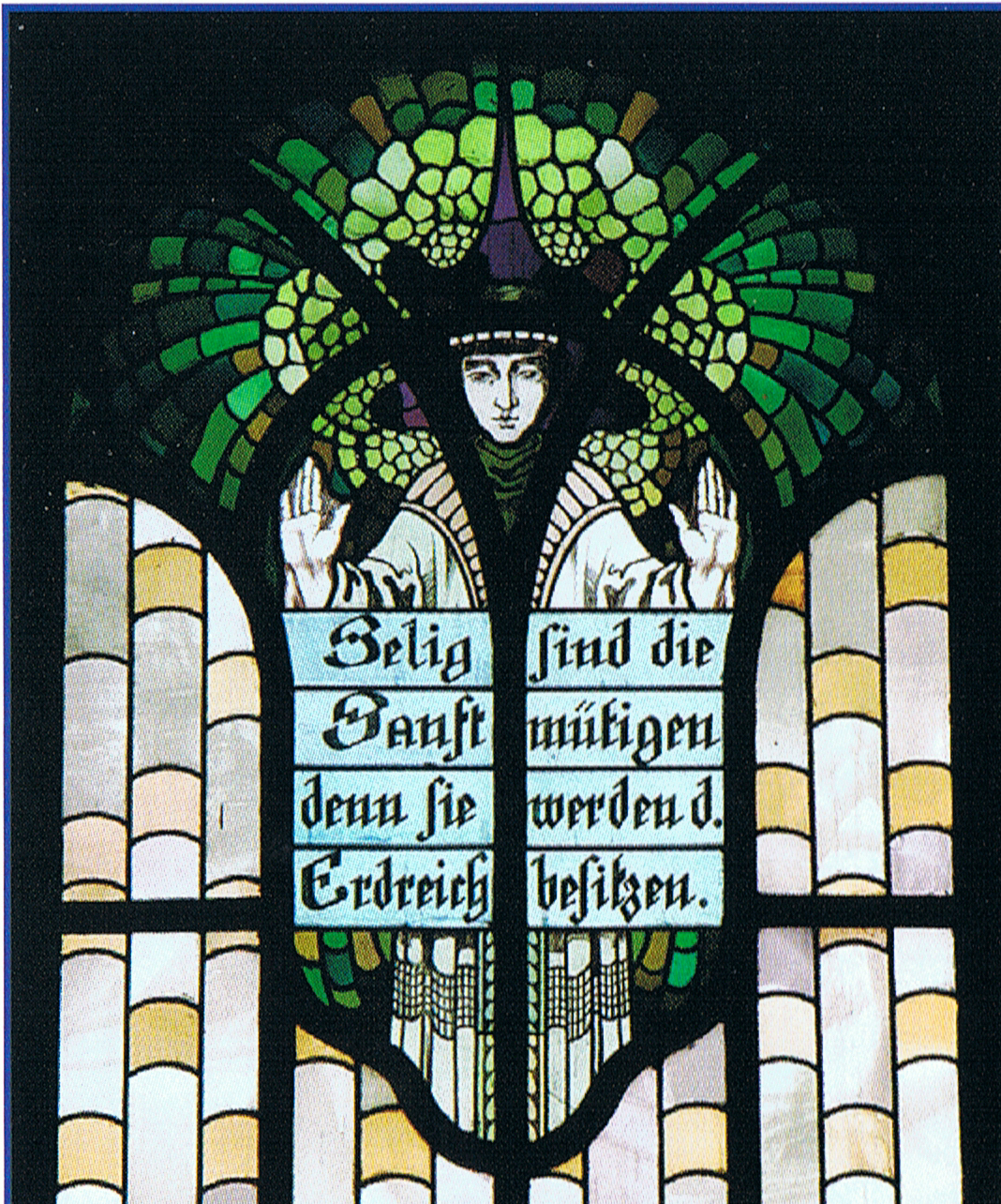
Inschrifttafel 7
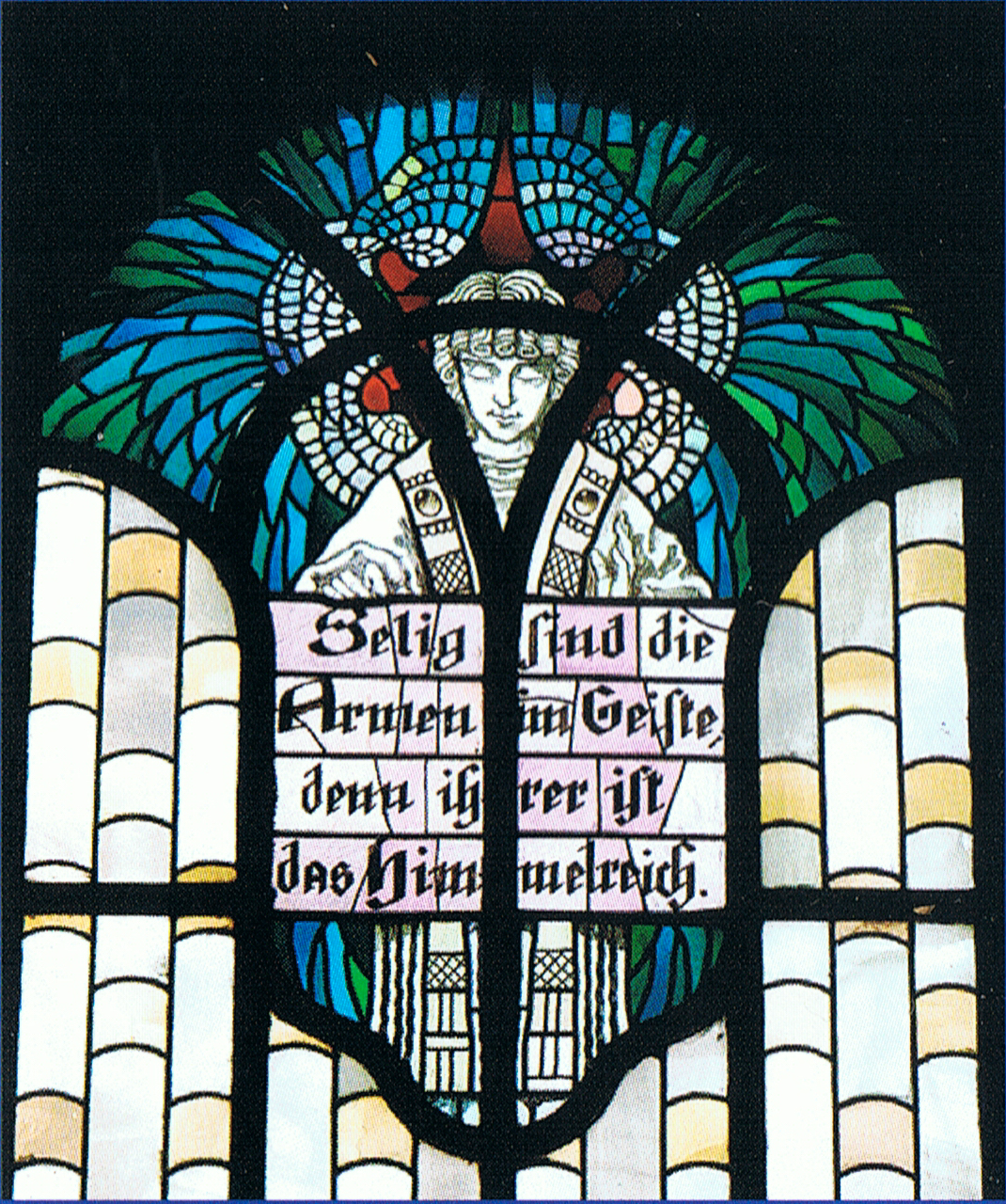
Inschrifttafel 8

Die acht großen Fenster der Seitenschiffe weisen auf die acht Seligpreisungen der Bergpredigt hin. Sie sind in den Farben Silbergrau, Violett und Rauchtopasbraun gehalten. Bei jedem Fenster herrscht zusätzlich ein weiterer kräftiger Farbton vor.
In den Rundbogenabschlüssen halten Engel entsprechende Inschrifttafeln mit strahlenförmiger Verzierung, weiter unten wird der Inhalt jeweils in einem Symbol dargestellt.
Rechtes Seitenschiff (vom Querschiff aus):
1 „Selig sind die Barmherzigen, denn sie werden Barmherzigkeit erlangen“
Hand, die Almosen in Opferstock gibt
2 „Selig sind, die ein reines Herz besitzen, denn sie werden Gott anschauen“
Vase mit Lilien
3 „Selig sind die Friedsamen, denn sie werden Kinder Gottes genannt werden“
Palmzweige mit Sonne und Sternen
4 „Selig, die Verfolgung leiden und um die Gerechtigkeit willen, denn ihrer ist das Himmelreich“
Ketten, Pfeile und Bogen
Linkes Seitenschiff (vom Querschiff aus):
5 „Selig sind, die Hunger und Durst haben nach der Gerechtigkeit, denn sie werden gesättiget werden“
Kreuz mit Waage
6 „Selig sind die Trauernden, denn sie werden getröstet werden“
Trauerweide mit Disteln
7 „Selig sind die Sanftmütigen, denn sie werden das Erdreich besitzen“
Zwei Tauben
8 „Selig sind die Armen im Geiste, denn ihrer ist das Himmelreich“
Vase mit Veilchen

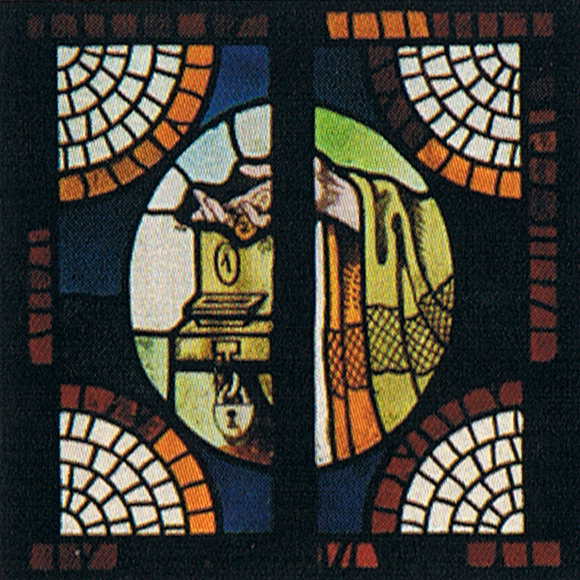
Glasfenster zu Nr. 1
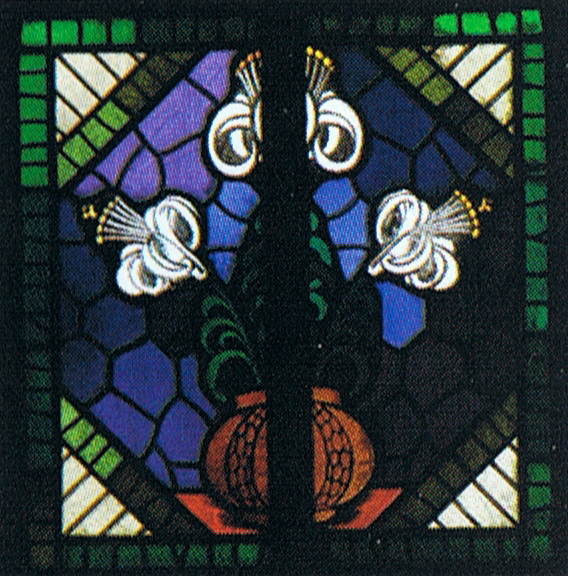
Glasfenster zu Nr. 2
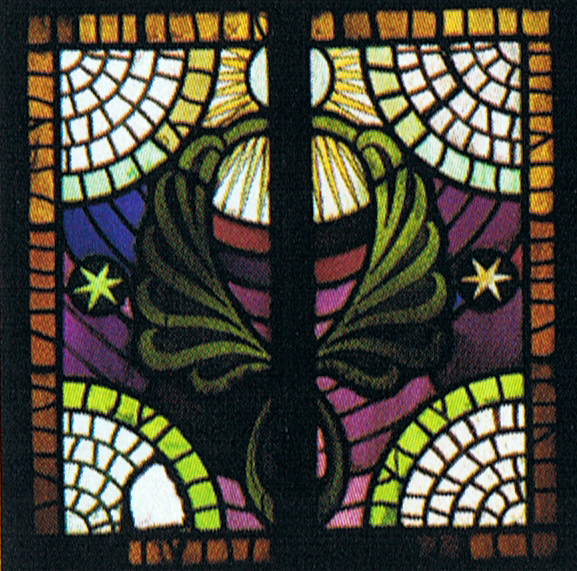
Glasfenster zu Nr. 3
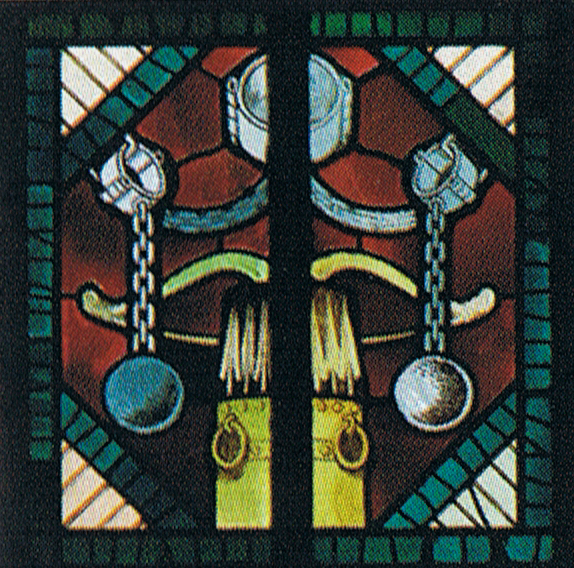
Glasfenster zu Nr. 4
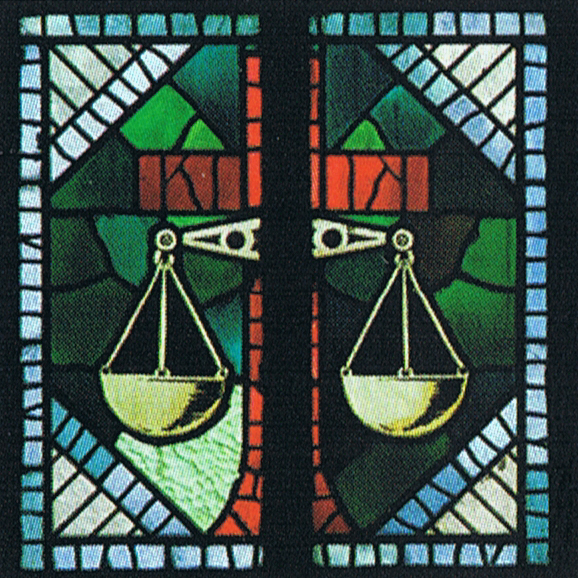
Glasfenster zu Nr. 5
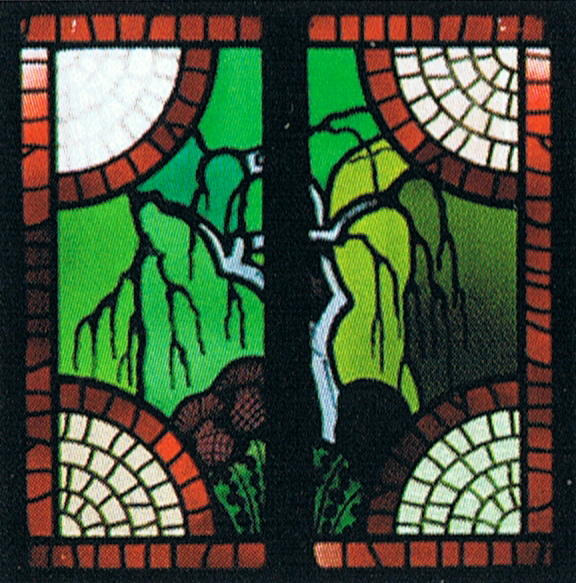
Glasfenster zu Nr. 6
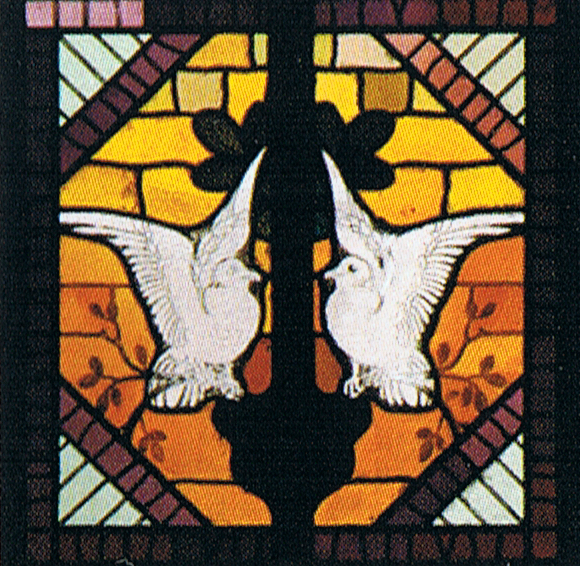
Glasfenster zu Nr. 7
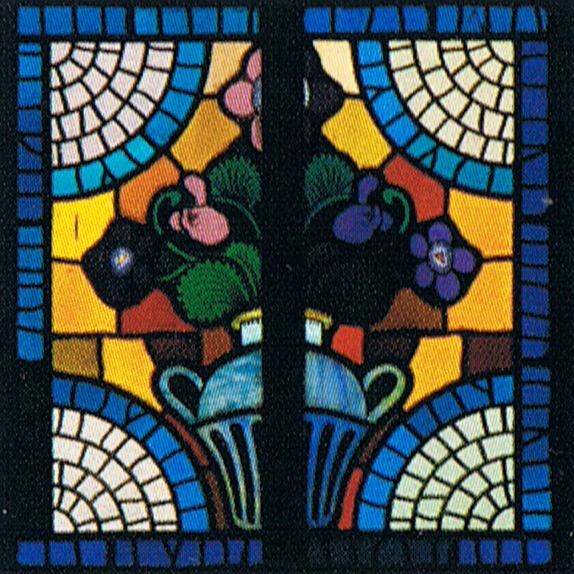
Glasfenster zu Nr. 8

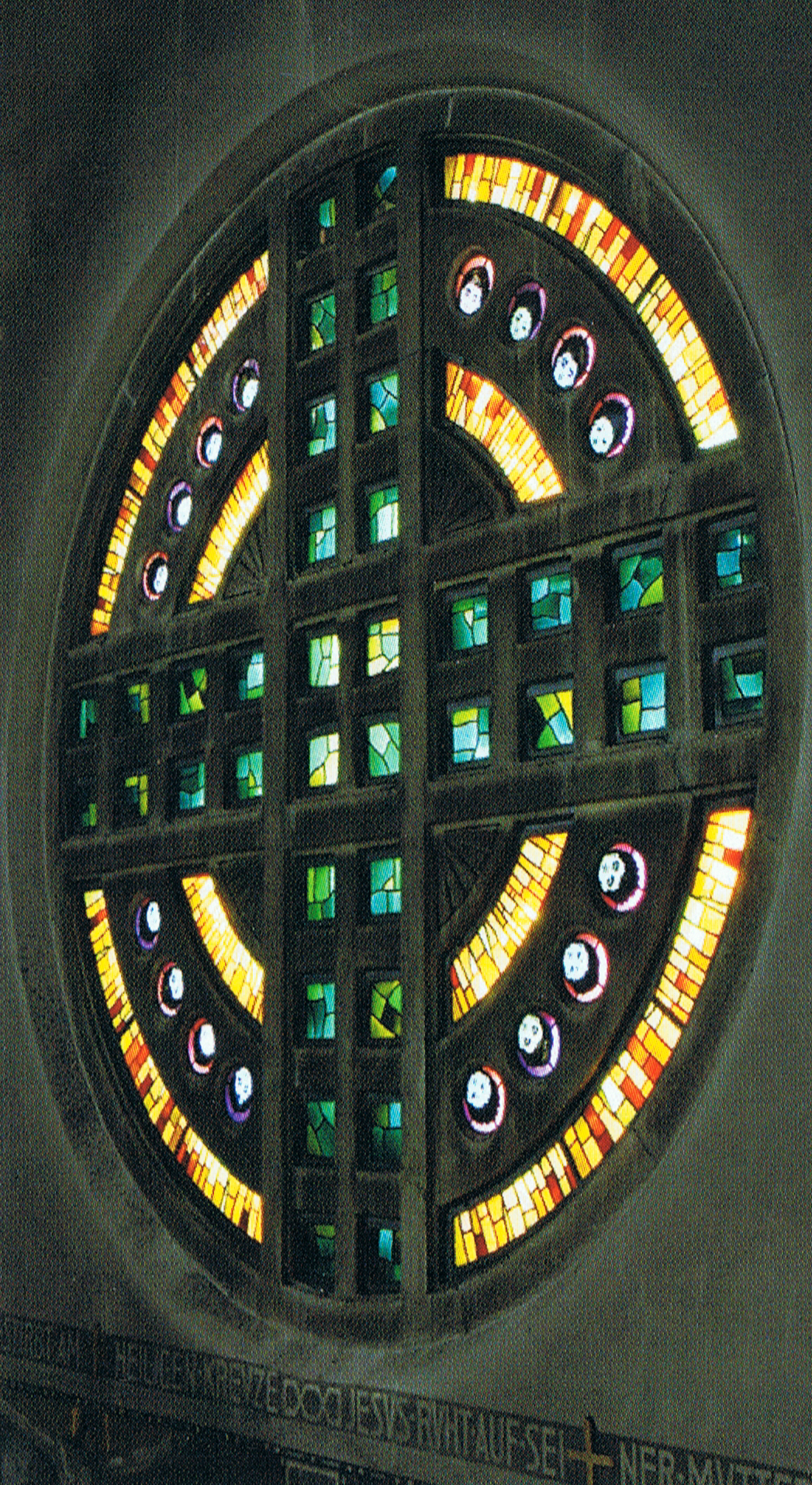
Radfenster links

Die beiden mächtigen Radfenster jeweils an der Stirnseite des Querschiffes sind kreuzförmig unterteilt. Zwei ineinander liegende Kreisformen sind in abgestuften Gelbtönen gehalten, dazwischen liegen kleine Kreise in grüner bzw. violetter Tönung, die jeweils Engelsgesichter darstellen. Die Kreuze selbst sind in Rot (rechtes Querhaus) bzw. Grün (linkes Querhaus) gebildet.
Die Rundbogenfenster unterhalb des Kreuzwegs nehmen in ihrer oberen Hälfte in der kreuzweisen Teilung des zweifachen Kreises dieses Element der Radfenster noch einmal auf. Ähnlich gestaltet sind auch die beiden Radfenster über den beiden Nebenportalen der Westseite.

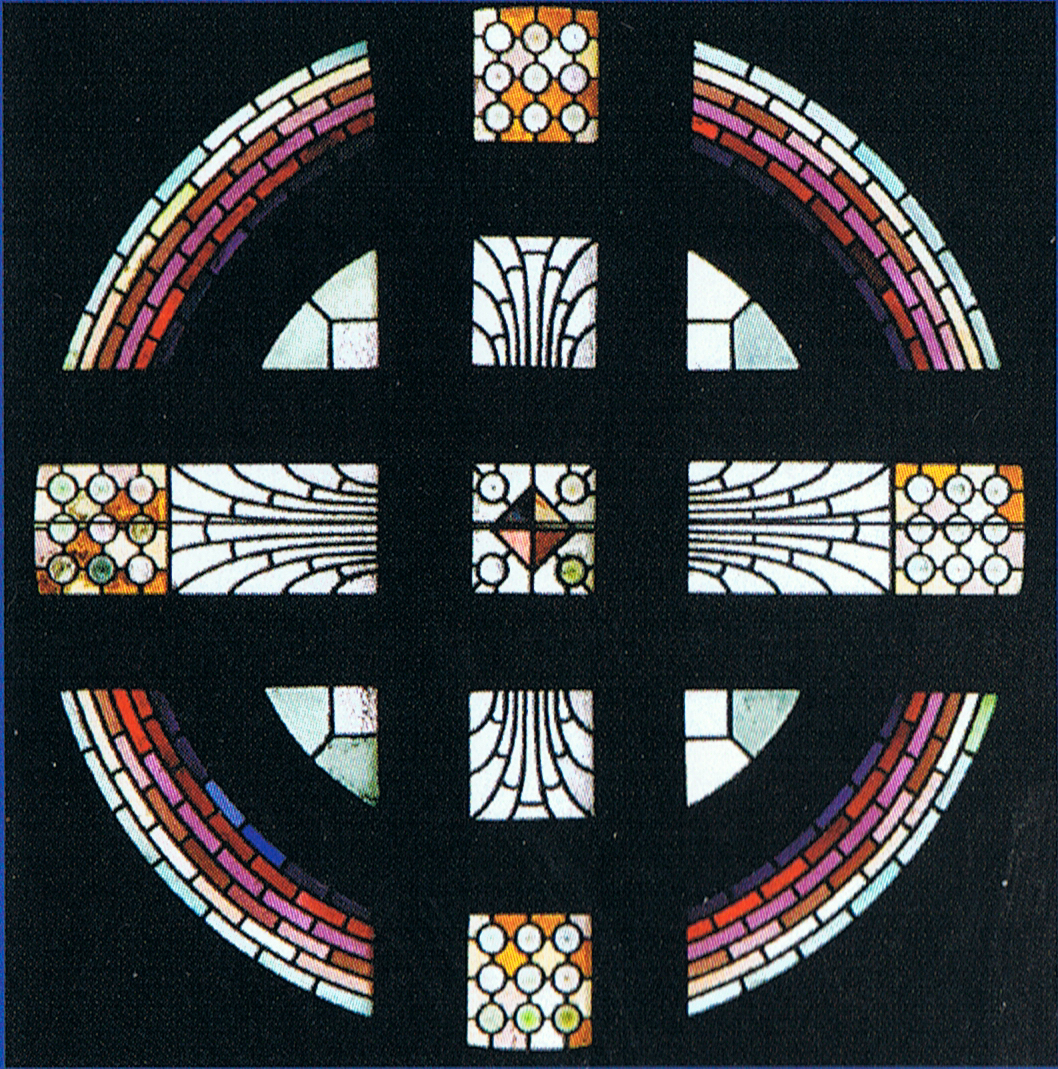
Radfenster am Westportal
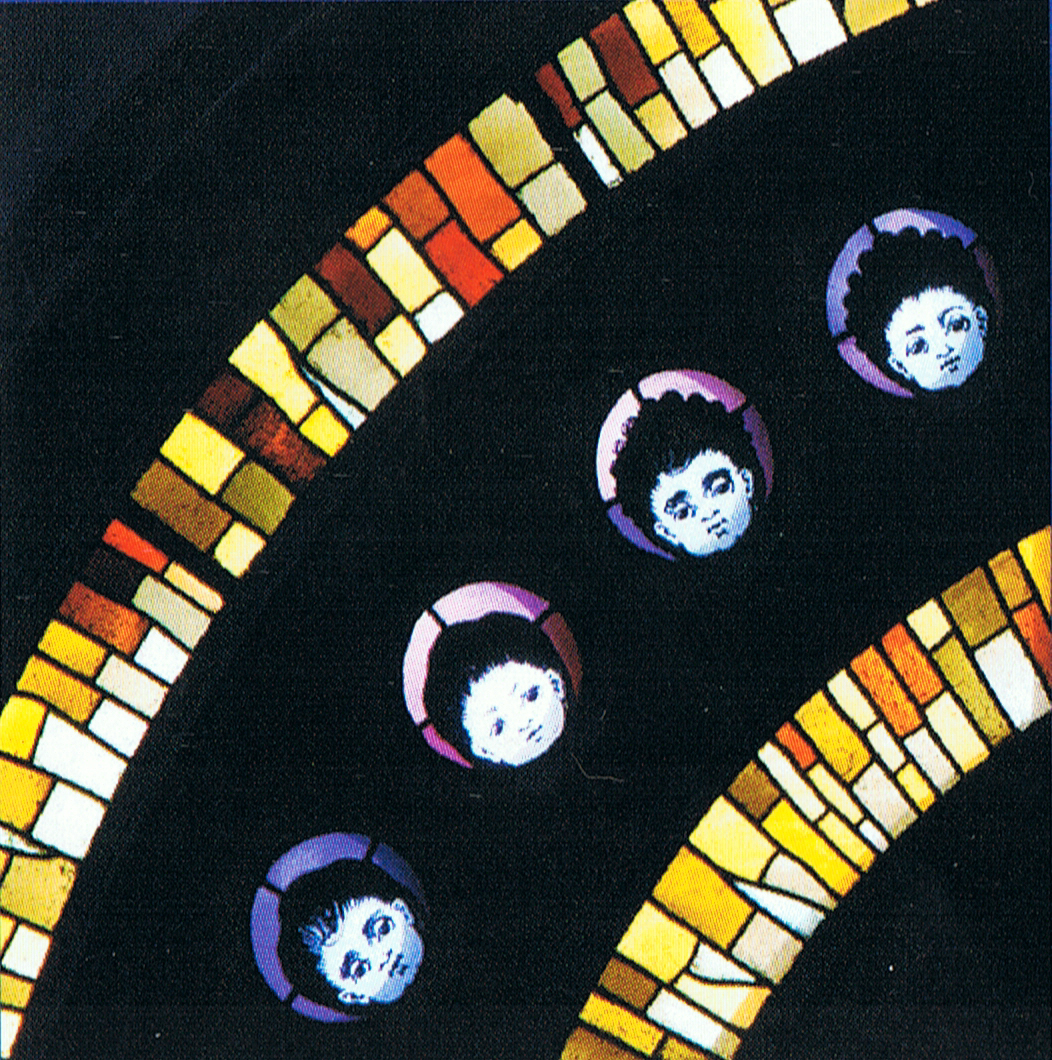
Engelsgesichter im Radfenster
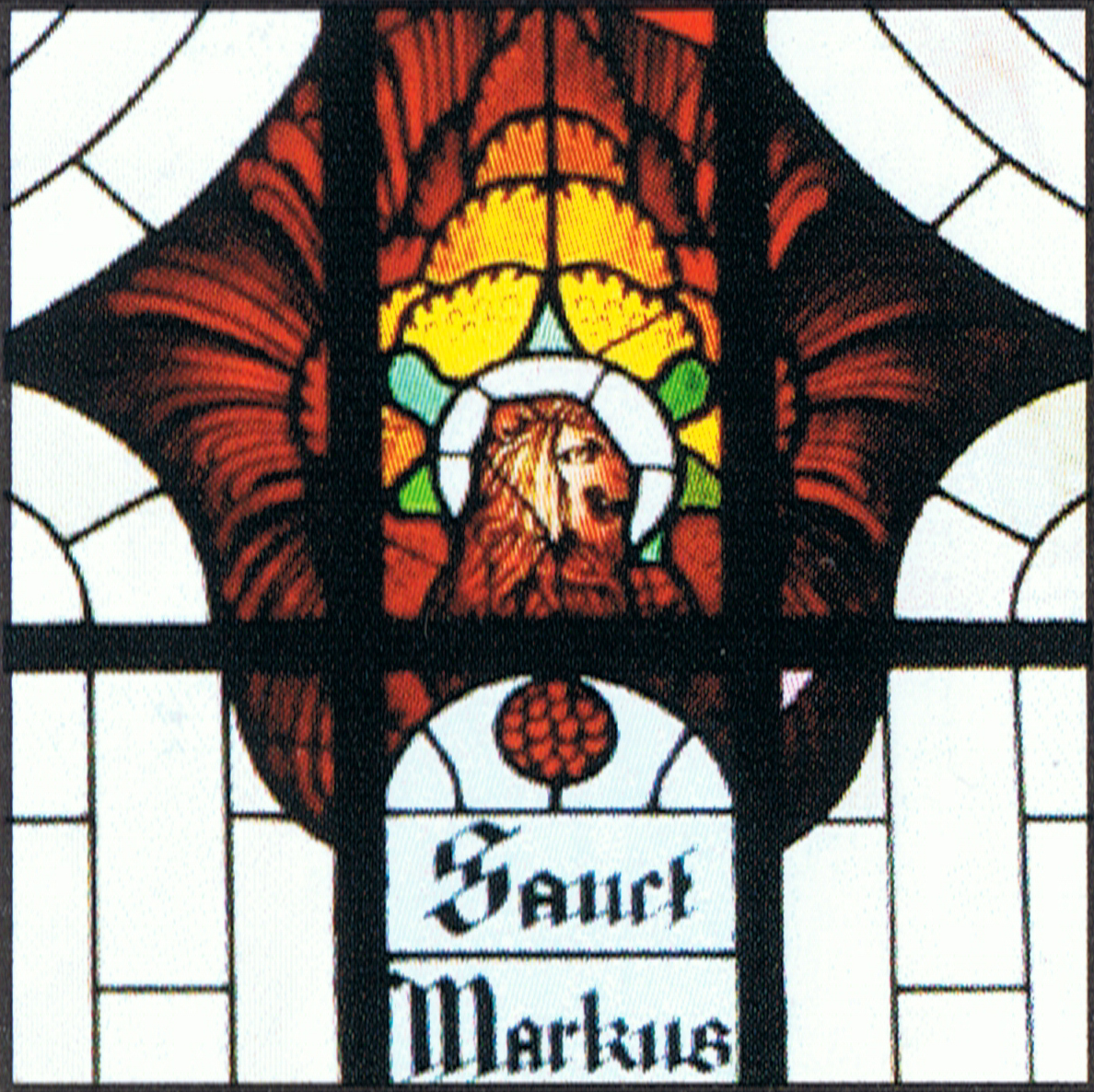
Ausschnitt Fenster Chorapsis

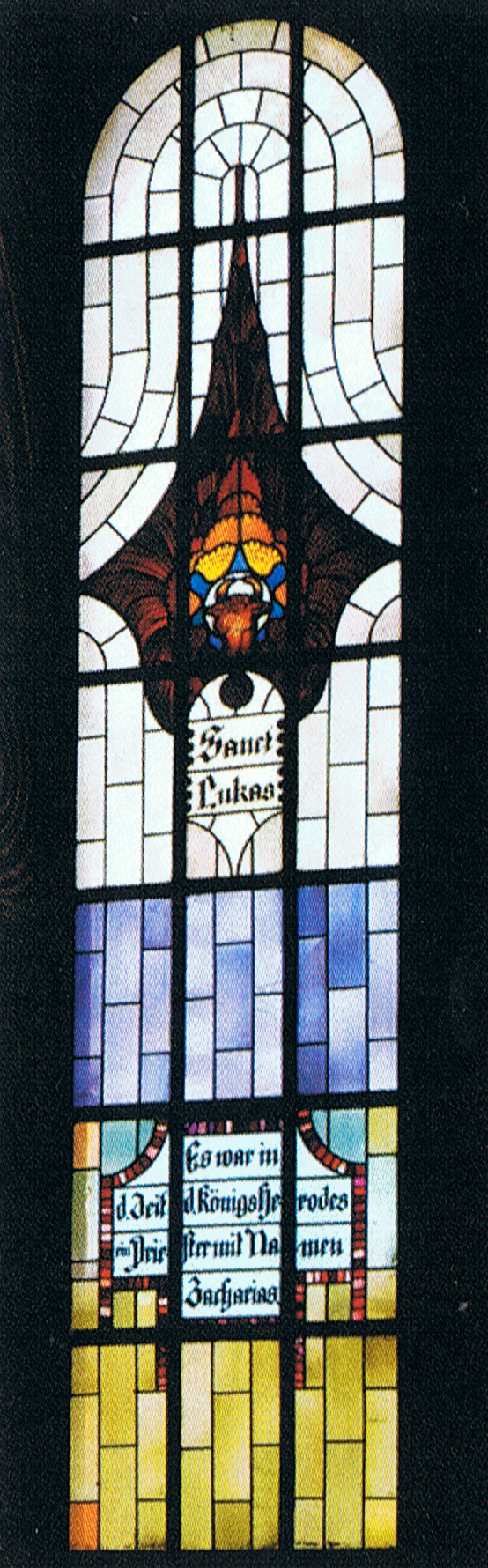
Fenster in der Chorapsis

In der Chorapsis sind im oberen Bereich der vier Rundbogenfenster mosaikartig die Symbole der vier Evangelisten in geschwungenen, farbig verzierten Rahmen eingearbeitet.
Weiter unten sind die Anfänge der Evangelien zitiert (von links): Matthäus: „Buch der Abstammung Jesu Christi, des Sohnes Davids, des Sohnes Abrahams (1,1)“, Markus: „Stimme des Rufenden in der Wüste: Bereitet den Weg dem Herren, machet eben seine Pfade (1,3)“, Lukas: „Es war in der Zeit des Königs Herodes ein Priester mit Namen Zacharias (1,5)“, Johannes: „In principio erat Verbum – im Anfang war das Wort (1,1)“.
In der Marienkapelle waren ursprünglich in den fünf Fenstern neben Ornamenten die drei göttlichen Personen dargestellt. Diese farbigen Glasfenster sind nicht erhalten und wurden 1954 von Architekt Kurz durch einfache Fenster ersetzt.

### Beleuchtung
Der von der Bronzefabrik L. A. Riedinger 1909 gestiftete zentral in der Vierung angebrachte mächtige Kronleuchter (mit einem Durchmesser von 3,6 Metern) wurde im Zuge der Innenrenovierung 1970/1971 und Neugestaltung der Vierung mit Altarinsel und Volksaltar abgehängt. Die Hauptbeleuchtung erfolgt seither durch Deckenstrahler. Beim Kronleuchter trugen drei nach abwärts sich verjüngende Messingreifen 72 Kerzen und acht elektrische Lampen. Auf dem obersten Reif waren acht „Kapellchen“ angebracht, die versilberte Bronzestatuen trugen (Christus, Mutter Gottes, hl. Joseph, hl. Johannes der Täufer, hl. Michael, hl. Antonius, hl. Sebastian und hl. Katharina). Die einzelnen „Etagen“ waren durch geschwungene Bügel verbunden und durch den halbkugelförmigen unteren Abschluss ergab sich das harmonische Bild einer Traube. Während die übrigen Teile verloren sind, werden die Statuen (mit Ausnahme des hl. Michael) in der oberen Sakristei aufbewahrt.
Noch erhalten sind die sechs ornamental verzierten Hängelampen in den Rundbogenarkaden des Mittelschiffs (Eugen Ehrenböck, 1910). Ebenfalls bei der Innenrestaurierung nicht mehr angebracht wurden die Wandleuchter an den Halbsäulen der Rundbogenarkaden des Vierungsraums und im Altarraum. Diese insgesamt zehn Lampen sind auch in bestem Zustand erhalten.
Im Querhaus befinden sich zwischen den vier Rundbogenfenstern an den vorgelegten Halbsäulen kurz unter dem Kapitell je drei traubenförmige Lampen. Schließlich sind noch die zwölf Apostelleuchter zu erwähnen, die unterhalb der Kreuzwegstationen an Mosaiken angebracht sind. Sie erinnern an die Stellen der Salbungen bei der Kirchenweihe.

### Orgeln
Die Koulen-Orgel
Die erste Orgel wurde 1909 von dem Augsburger Orgelbaumeister Max Koulen (Oppenau im Renchtal) erbaut. Das Instrument hatte 45 Register auf drei Manualen und Pedal und war auf die obere mittlere Sängerempore und zwei rechts und links davon in die Westwand der Kirche eingelassene Schwellwerke verteilt.
Die Steinmeyer-Orgel

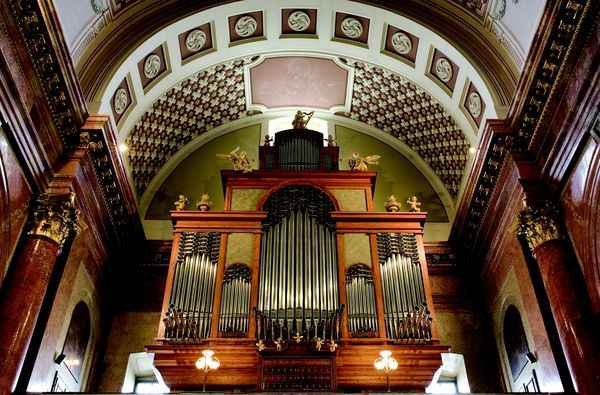
Die alte Steinmeyer-Orgel, jetzt in der Kathedrale von Szombathely

Im Jahr 1966 wurde die Koulen-Orgel durch ein Instrument ersetzt, das 1915 von der Orgelbaufirma Steinmeyer (Oettingen) für den Ludwigsbau erbaut worden war. Das von dem Fabrikbesitzer Clemens Haindl gestiftete Instrument war mit 44 Registern auf drei Manualen und Pedal erbaut worden; im Jahre 1936 wurde die Disposition auf 61 Register erweitert. 1966 wurde das Instrument auf vier Manuale erweitert und die Disposition um 11 Register ergänzt. Die Seitenbogenarkaden wurden verkleidet, die gesamte obere Empore sowie der mittlere Durchgang der unteren Empore für den Aufbau der Orgel verwendet.
In den 1990er Jahren entschied man sich, das dringend restaurierungsbedürftige Instrument durch einen Neubau zu ersetzen. Die Steinmeyer-Orgel wurde ab Oktober 1997 ausgebaut und in der Kathedrale von Szombathely (Ungarn) wieder aufgebaut.
Die Sandtner-Orgel

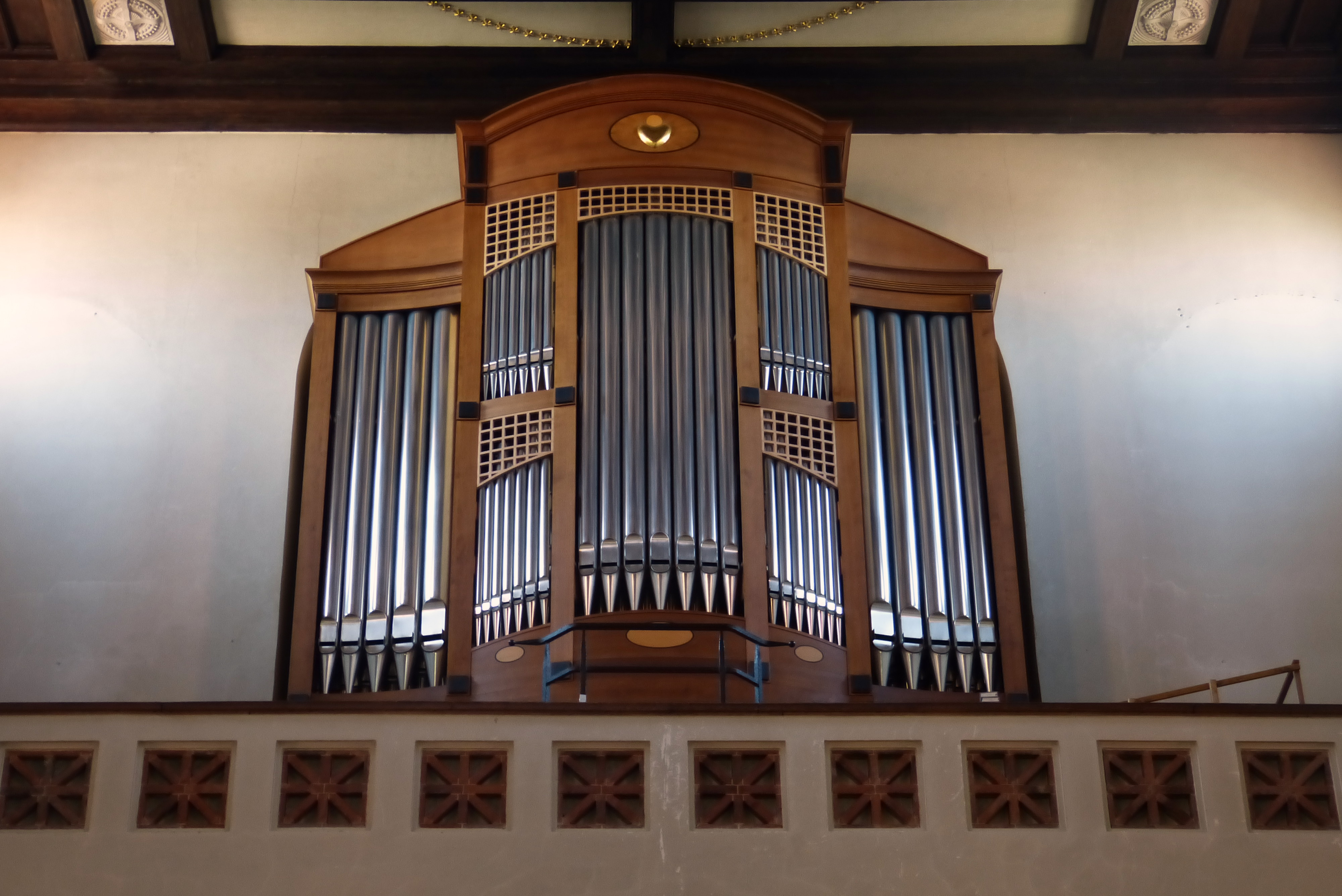
Die moderne Sandtner-Orgel auf der Sängerempore

Den Auftrag zum Bau der neuen Orgel erhielt die Orgelbaufirma Sandtner (Dillingen). Das Instrument (op. 271) konnte im Jahre 1999 nach zweijähriger Bauzeit eingeweiht werden. Es hat 58 Register auf vier Manualen und Pedal. Die Spieltrakturen sind mechanisch, die Registertrakturen mechanisch und elektrisch. Das Instrument ist für den Einbau dreier Bombardenregister (Bombarde 16′, Tuba 8′ und Clairon 4′), spielbar von einem vierten Manualwerk, und ein 32-Fuß-Register im Pedal vorbereitet.
Das Orgelgehäuse wurde aus Eichenholz gebaut. Es passt sich – in manchem Element an die Beichtstühle angelehnt – in harmonischer Weise in den Kirchenraum ein.
| I Hauptwerk C–g3 |        |
| Montre           | 16′    |
| Montre           | 08′    |
| Bourdon          | 08′    |
| Flûte harmonique | 08′    |
| Gambe            | 08′    |
| Prestant         | 04′    |
| Flûte douce      | 04′    |
| Quint            | 02 ⁄3′ |
| Doublette        | 02′    |
| Cornet V         | 08′    |
| Fourniture V     | 02 ⁄3′ |
| Cymbale IV       | 02⁄3′  |
| Basson           | 16′    |
| Trompette        | 08′    |
| Clairon          | 04′    |

| II Positiv C–g3   |        |
| Montre            | 8′     |
| Cor de nuit       | 8′     |
| Flûte traversiere | 8′     |
| Salicional        | 8′     |
| Prestant          | 4′     |
| Flûte a cheminee  | 2′     |
| Nasard            | 2 ⁄3′  |
| Doublette         | 2′     |
| Tierce            | 1 3⁄5′ |
| Larigot           | 1 ⁄3′  |
| Mixture IV        | 1′     |
| Trompette         | 8′     |
| Cromorne          | 8′     |
| Tremulant         |        |

| III Schwellwerk C–g3 |         |
| Bourdon              | 16′     |
| Principal            | 08′     |
| Bourdon              | 08′     |
| Doppelflöte          | 08′     |
| Gambe                | 08′     |
| Voix céleste         | 08′     |
| Fugara               | 04′     |
| Flûte octaviante     | 04′     |
| Nasard harmonique    | 02 ⁄3′  |
| Flageolett           | 02′     |
| Tierce harm.         | 01 3⁄5′ |
| Plein Jeu III-V      | 02 ⁄3′  |
| Bombarde             | 16′     |
| Trompette harm.      | 08′     |
| Hautbois             | 08′     |
| Voix humaine         | 08′     |
| Clairon harm.        | 04′     |
| Tremulant            |         |

| Pedalwerk C–g1 |        |
| Flûte          | 16′    |
| Soubasse       | 16′    |
| Flûte          | 08′    |
| Bourdon        | 08′    |
| Flûte          | 04′    |
| Plein Jeu III  | 02 ⁄3′ |
| Bombarde       | 16′    |
| Trompette      | 08′    |
| Clairon        | 04′    |

- Koppeln:
  - mechanische Koppeln: II/I, III/II, I/V/I, I/P, II/P, IV/P
  - elektrische Koppeln: III/I (auch als Sub- und Superoktavkoppeln), III/P (auch als Superoktavkoppel)
- Spielhilfen: Setzeranlage,  Crescendowalze, Schwelltritt,

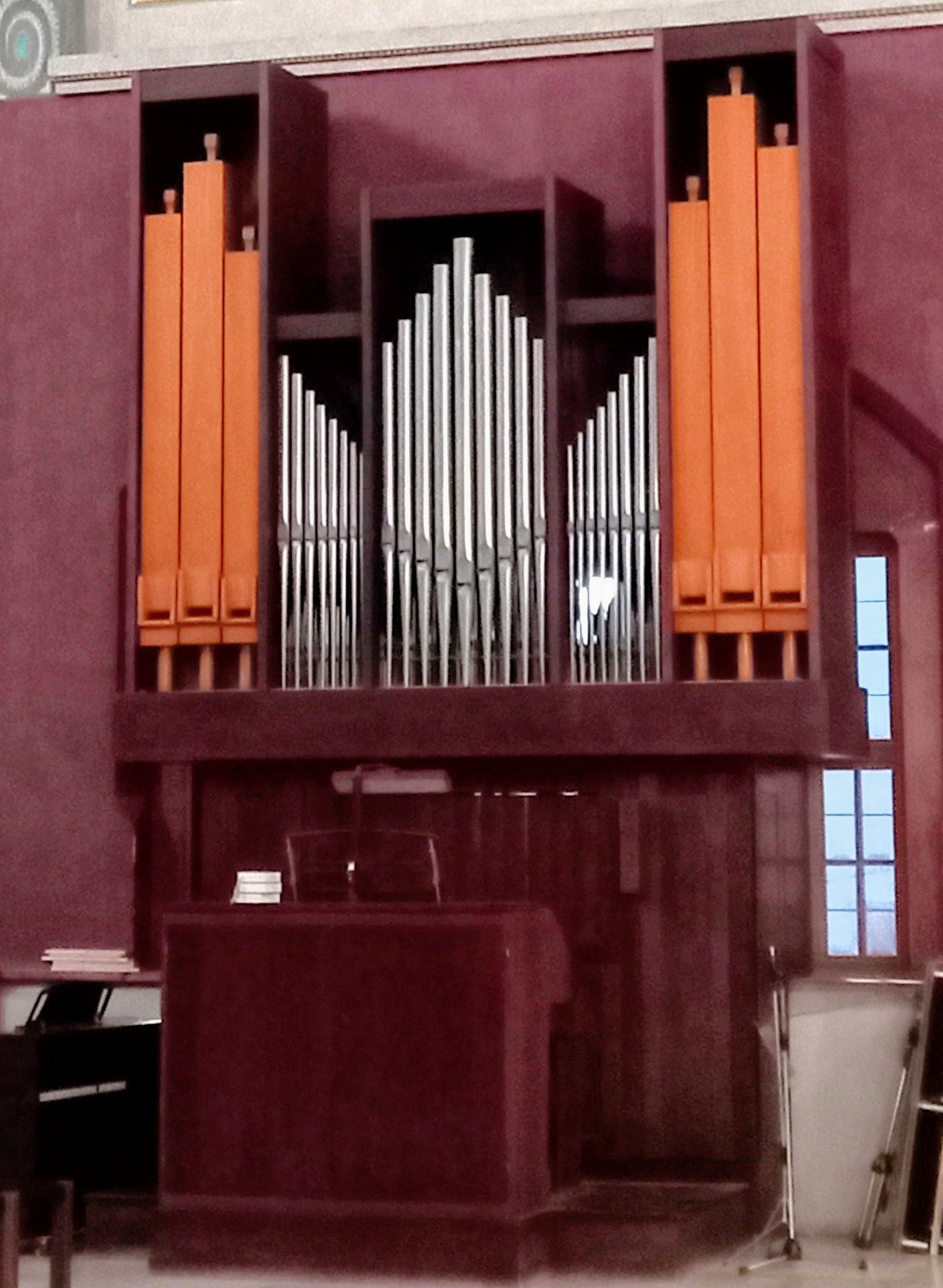
Chororgel
Im Chorbereich steht eine zweimanualige Chororgel mit freistehendem Spieltisch von Max Offner aus dem Jahr 1983 mit neun Registern. Sie wird für kleinere Gottesdienstformen verwendet.
| I Hauptwerk C–g3 |           |       |
| 1.               | Bourdon   | 8′    |
| 2.               | Principal | 4′    |
| 3.               | Waldflöte | 2′    |
| 4.               | Mixtur    | 1 ⁄3′ |

| II Schwellwerk C–g3 |           |    |
| 5.                  | Gedeckt   | 8′ |
| 6.                  | Gemsflöte | 4′ |
| 7.                  | Principal | 2′ |
| 8.                  | Otävlein  | 1′ |

| Pedal C–f1 |        |     |
| 9.         | Subbaß | 16′ |

- Koppeln: II/I, I/P, II/P

### Weitere Ausstattungsstücke

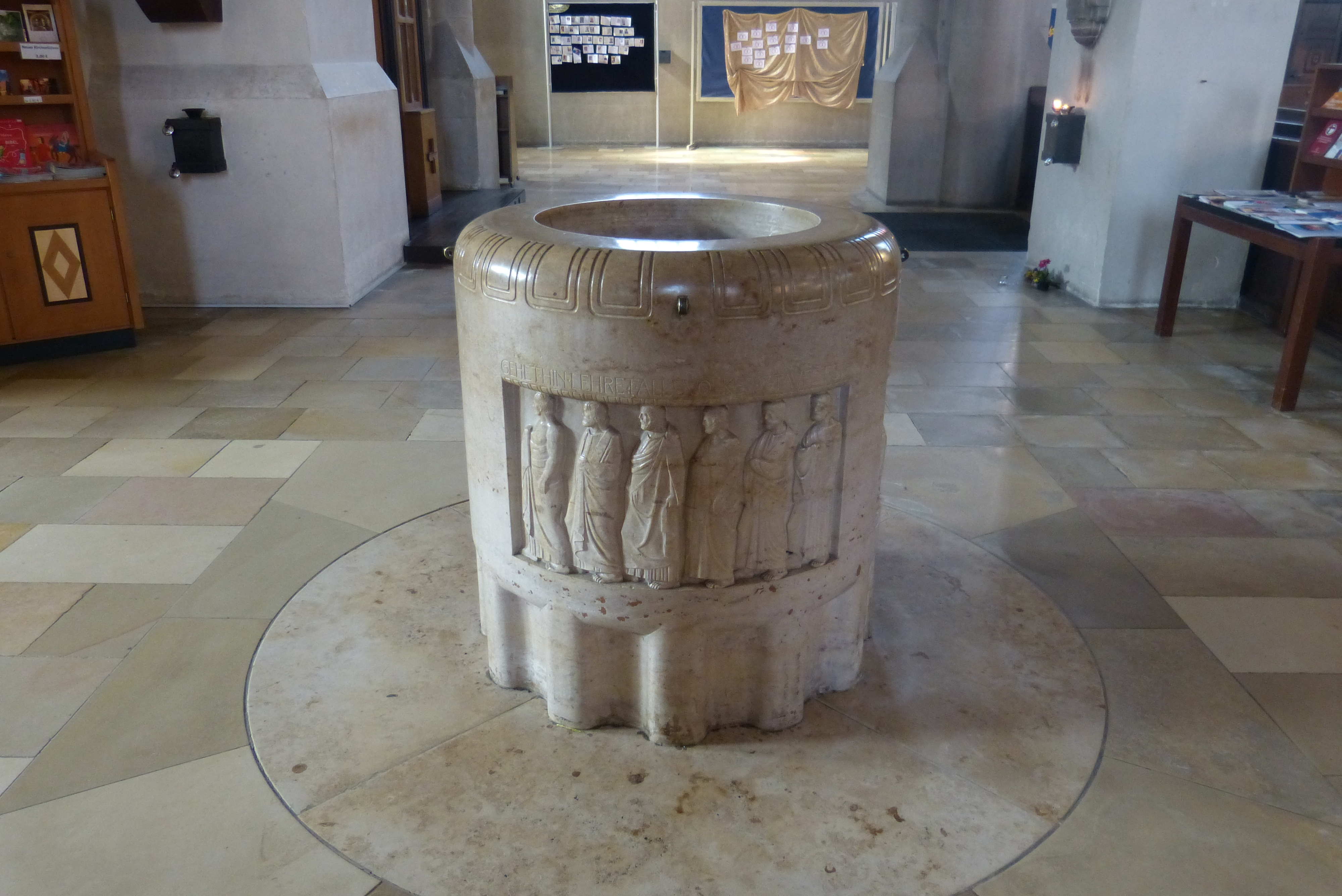
Taufbecken

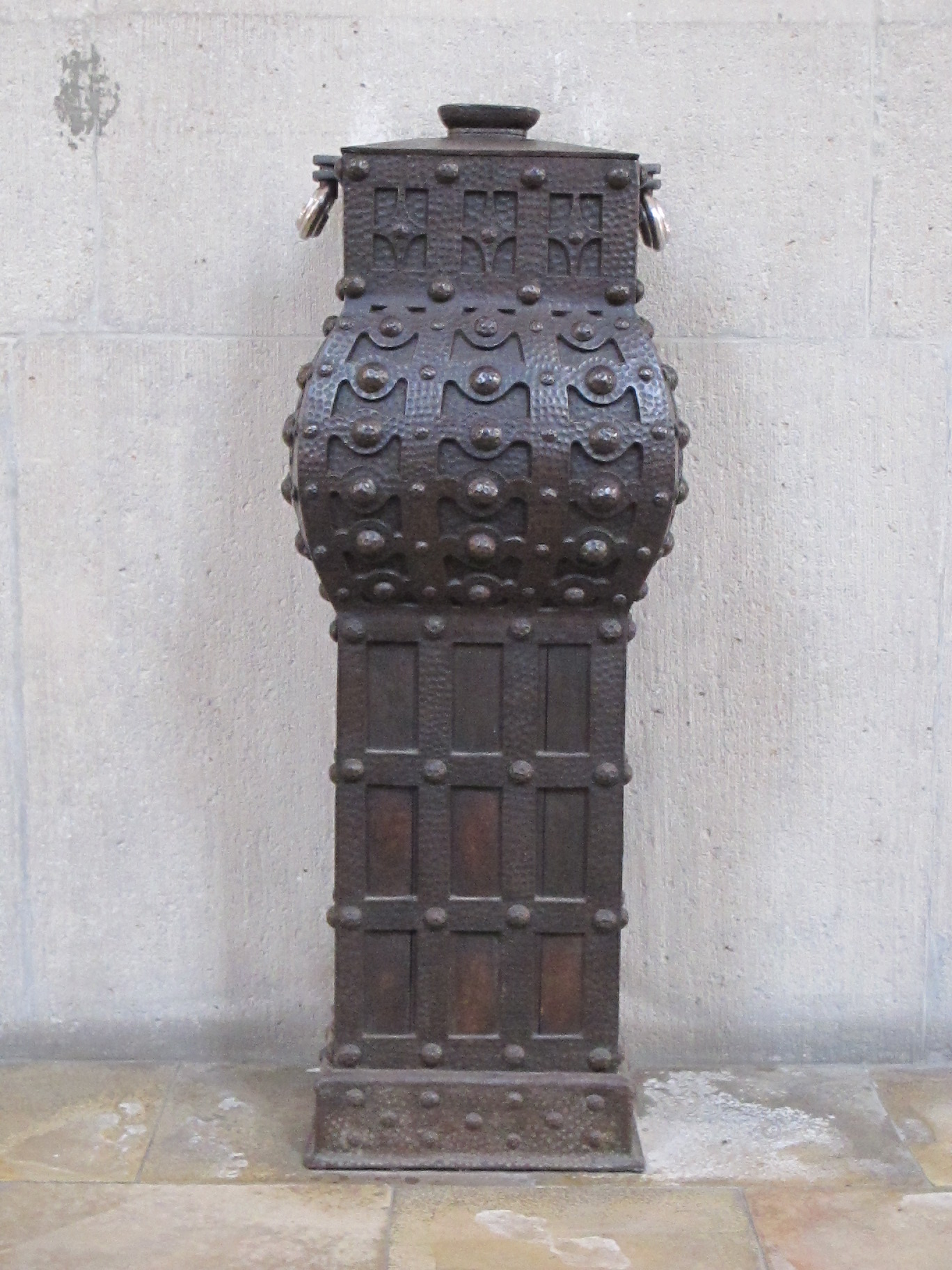
Opferstock

Unter der Empore sind rechts und links vom Hauptportal zwei Beichtstühle eingepasst. Die Ovalgemälde (Christoph Böhner, 1913) zeigen die Büßenden Petrus und Maria Magdalena.
Zur Erinnerung an die Kirchenbaupfarrherrn Josef Dirr und Anton Schwab wurden am Haupteingang die Figuren des hl. Josefs und des hl. Antonius angebracht (von Karl Baur).
Viele der Ausstattungsstücke sind im Jugendstil gehalten, auch wenn sie teilweise erst später hinzugekommen sind. Die Kommunionbank aus Eichenholz zeichnet sich durch schwarz polierte Pilaster, Silber- und Perlmutteinlagen sowie Füllungen aus Ahorn- und Ebenholz aus. Sie öffnet sich durch die geschmiedeten und getriebenen Durchgangsgitter (Vase mit Ähren bzw. Blütenstängel) aus vergoldeter Duranerbronze (Josef Frohnsbeck, 1909).
Dazu passen die Priestersitze aus Holz mit Lederbezug und Perlmutteinlegearbeiten, die Kirchenbänke sowie die Türen mit Einlegarbeiten und Beschlägen.
Das Taufbecken (Hans Miller, 1908) mit Christus als Pantokrator auf dem Thron, den Zwölf Aposteln und der Inschrift „Gehet hin, lehret alle Völker und taufet sie im Namen des Vaters, des Sohnes und des Heiligen Geistes“ wird heute als Weihwasserbecken verwendet, wobei der Deckel noch aufbewahrt wird und bei einer Wiederverwendung als Taufstein aufgesetzt werden könnte.
Weiter Details sind der Glockenhalter bei der Sakristeitür (Josef Frohnsbeck, 1910) die Opferstöcke und die beiden Ewig-Licht-Ampeln.
Besondere Beachtung verdient die vorzügliche Möblierung der Sakristei.
Neben der überaus prächtigen Monstranz (Jakob Rehle, ca. 1910) ist der mit reicher Ornamentik und acht Medaillons verzierte Stiftungskelch zu nennen, den von 1900 bis 1903 Kinder und Jugendliche der Pfarrei ansparten.
In die bestehende Jugendstilausstattung fügt sich der anlässlich des 100-jährigen Jubiläums 2010 in ehrenamtlicher Arbeit geschaffene Schriftenstand perfekt ein.
Noch ausstehend ist das Tympanonrelief „Jüngstes Gericht“ über dem Hauptportal. Ein Modell hierfür wurde von Karl Baur 1942 gefertigt und ist erhalten, wurde aber wegen des Krieges nicht mehr ausgeführt. Für die Nische im südlichen Seitenschiff war eine Ölberggruppe geplant.

### Marienkapelle

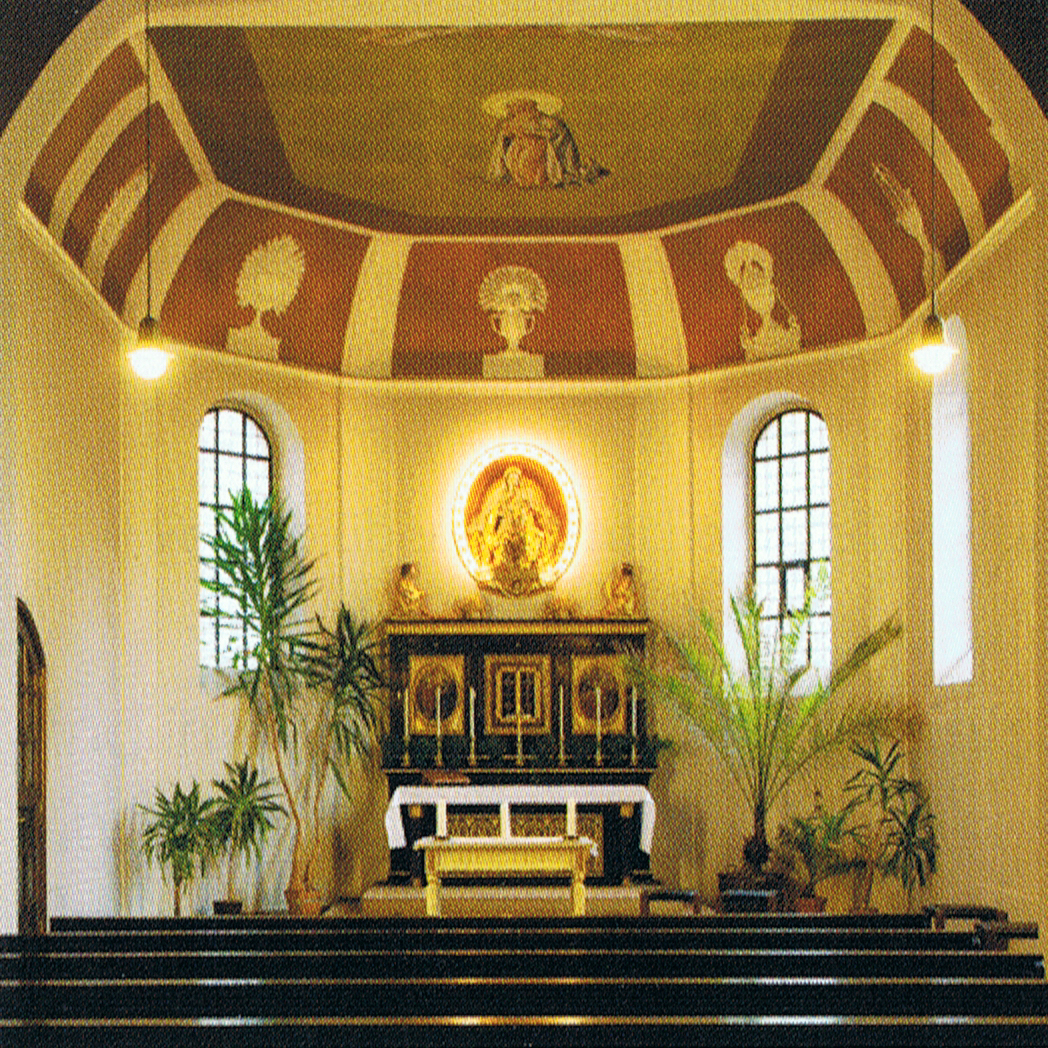
Marienkapelle

Die Kapelle mit leicht eingezogenem Altarraum weist in beiden Bereichen eine Flachdecke über einer Hohlkehle auf. In der Hohlkehle des Altarraums befinden sich stuckierte Symbole für die Gottesmutter aus der Lauretanischen Litanei auf violettem Grund (von links): Elfenbeinerner Turm, Pforte des Himmels, Geistliches Gefäß, Geheimnisvolle Rose, Gefäß der Andacht, Mutter des Erlösers, Morgenstern.
Die Ausmalung der Marienkapelle mit Darstellungen aus dem Leben der Gottesmutter durch Theodor Baierl zwölf Jahre nach der Fertigstellung des Kreuzwegs zeigt eine erhebliche Wandlung. Die gediegene zeichnerische Grundlage wurde vertieft, doch nun tritt uns moderne Farbgebung entgegen. An der Decke im Schiff erscheint der Engel, der den Hirten die frohe Botschaft bringt, dass Maria der Menschheit den Gottessohn geboren hat. Die heiligen Drei Könige machen sich auf den Weg, um dem Jesuskind zu huldigen. Im Altarraum zeigt sich die Krönung Mariens, im seitlichen Bogenfeld rückwärts die Flucht nach Ägypten, im vorderen Feld die Heilige Familie mit dem heiligen Johannes dem Täufer in der Zimmermannswerkstatt.
Der vom Bildhauer Hans Miller aus Holz gefertigte Altar (1911) wird von der Muttergottes mit dem Jesuskind (Modell Aloys Mayer, 1910; Ausführung Max Grübel, 1912) und zwei Engeln mit Rosenkränzen (Christian Winkler, 1911) bekrönt.

Beiderseits des Tabernakels finden sich Gemälde mit der Darbringung im Tempel (Georg Vogt, 1911). An der linken Wand hängt ein Kruzifix mit der schmerzhaften Muttergottes (Christian Winkler, 1911), an der Eingangswand ein Barockgemälde Mariä Himmelfahrt (1704 zum hundertjährigen Jubiläum der Mariä-Himmelfahrt-Bruderschaft gestiftet).

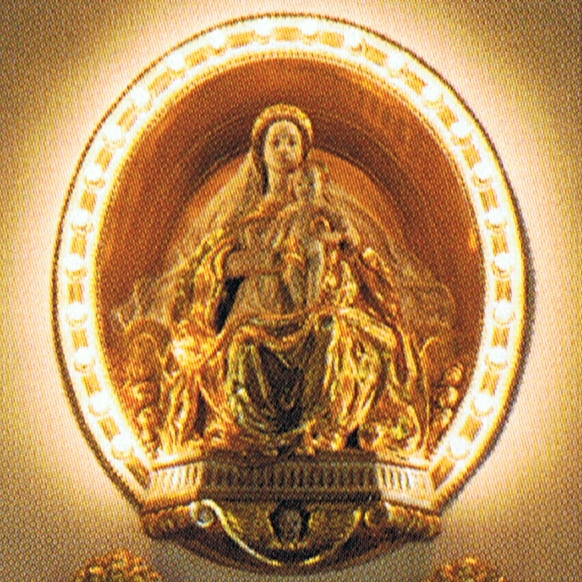
Muttergottes mit Jesuskind
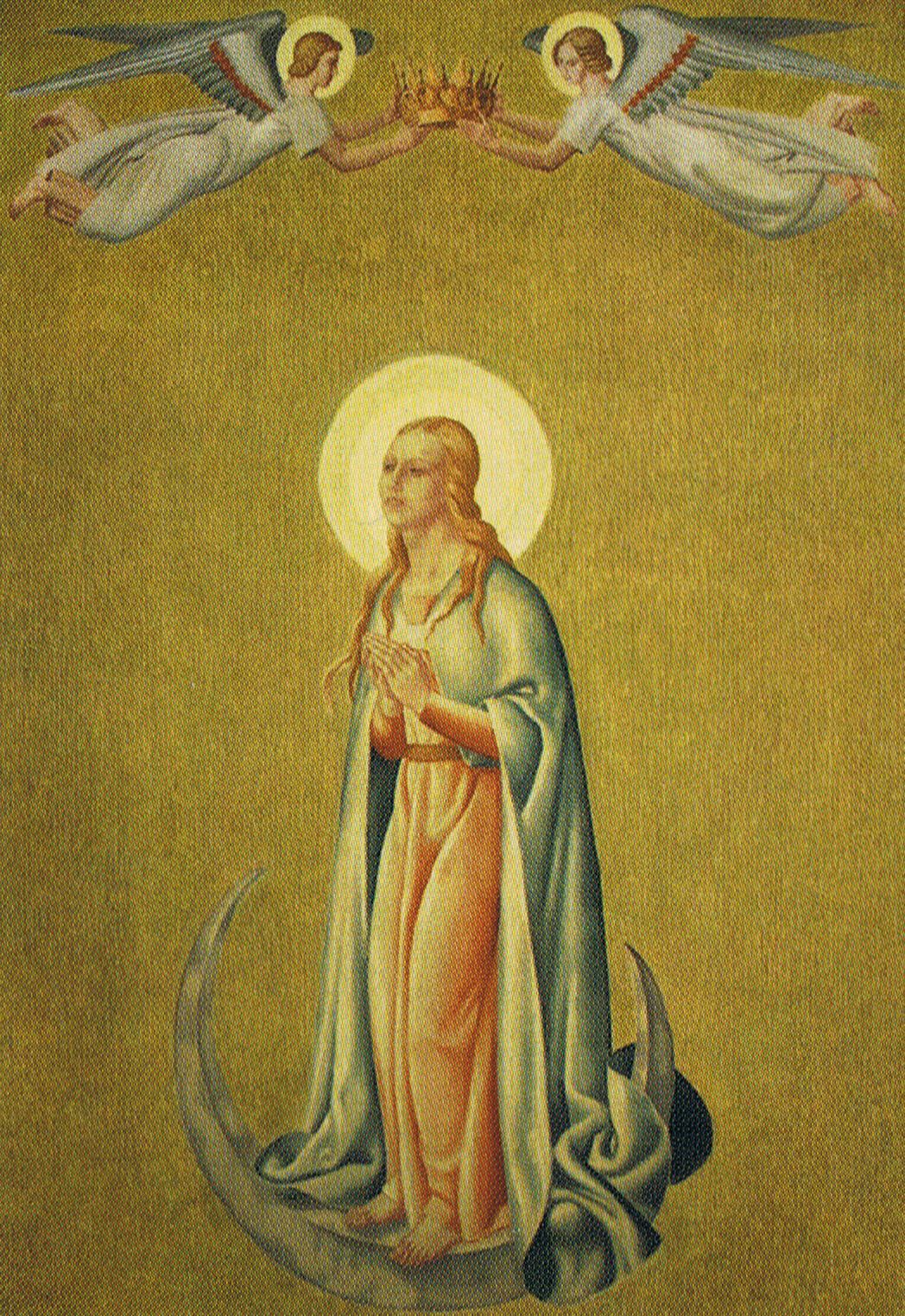
Deckengemälde
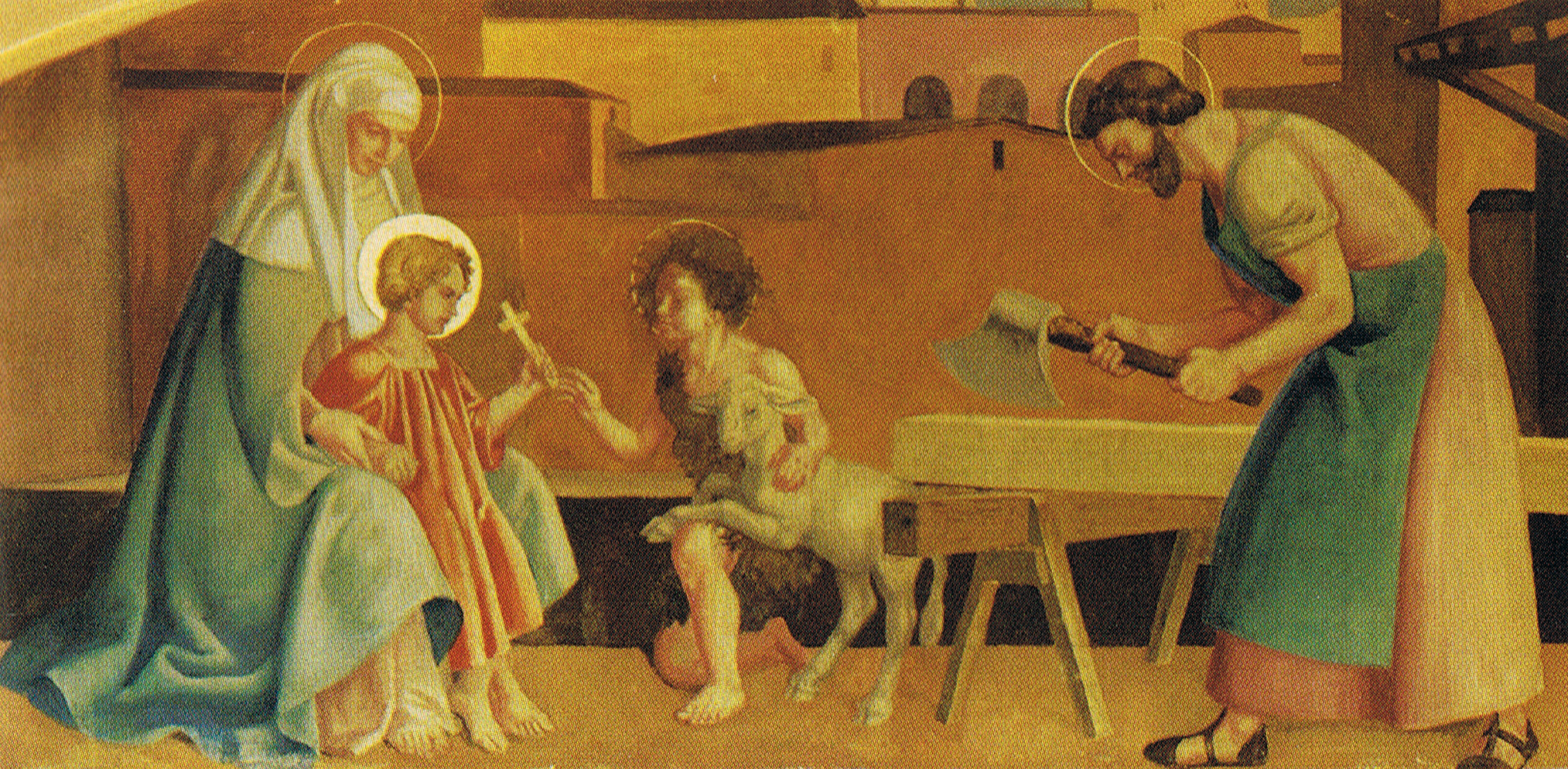
Wandgemälde

## Autorenhinweise
- In diesem Artikel wurden die Texte aus dem Kirchenführer „Stadtpfarrkirche Heiligstes Herz Jesu Augsburg–Pfersee“ verwendet, wozu der Autor Bistumhistoriker Dr. Thomas Groll am 11. Oktober 2013 seine freundliche Genehmigung erteilte.
- In diesem Artikel wurden die Fotos aus dem Kirchenführer „Stadtpfarrkirche Heiligstes Herz Jesu Augsburg–Pfersee“ verwendet, wozu der Autor Photograph Michael Wöcherl am 20. Oktober 2013 seine freundliche Genehmigung erteilte.